# 渤海 (国)

渤海
大震国 
渤海

渤海の最大版図（830年代）

渤海（ぼっかい、朝鮮語:발해 パレ、中国語: 渤海、満洲語: ᡦᡠᡥᠠ‍ᡳ、ロシア語: Бохай、698年 - 926年）は、現中国東北部から朝鮮半島北部、現ロシアの沿海地方にかけて、かつて存在した国家。靺鞨族の大祚栄により建国され、周囲との交易で栄え、唐からも「海東の盛国」（『新唐書』）と呼ばれたが、最後は契丹（遼）によって滅ぼされた。
「渤海」の名は本来、遼東半島と山東半島の内側にあり黄河が注ぎ込む湾状の海域のことである。初代国王大祚栄が、この渤海の沿岸で現在の河北省南部にあたる渤海郡の名目上の王（渤海郡王）に封ぜられたことから、本来の渤海からやや離れたこの国の国号となった。

## 歴史

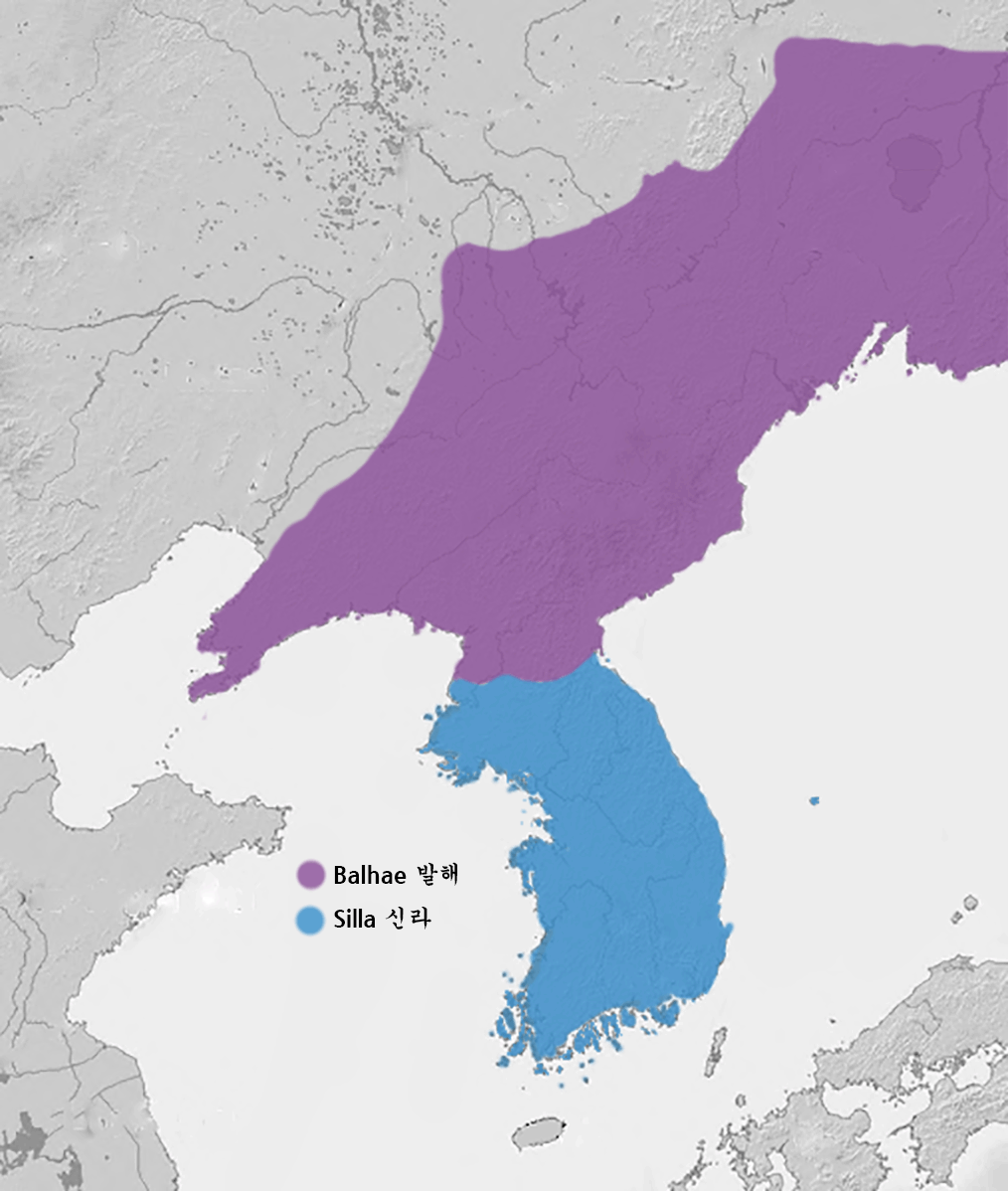
渤海と新羅の領域。

690年に即位した則天武后が執政した時期は羈縻支配地域に対する収奪が激しくなり、唐によって営州都督府の管轄下にあった松漠都督府（現在の遼寧省朝陽市）の支配地域に強制移住させられていた契丹が暴動を起こした。この混乱に乗じて、粟末靺鞨人は指導者乞乞仲象の指揮の下で高句麗の残党と共に、松漠都督府の支配下から脱出し、その後、彼の息子大祚栄の指導の下に高句麗の故地へ進出、東牟山（現在の吉林省延辺朝鮮族自治州敦化市）に都城を築いて震国を建てた。「震」という国名は『易経』にある「帝は震より出ず」から付けたものであり「辰」に通じ「東方」（正確には東南東と南東の間）を意味することから渤海の支配層が中国的教養を持っていたことが窺える。この地は後に「旧国」と呼ばれる。大祚栄は唐（武周）の討伐を凌ぎながら勢力を拡大し、唐で712年に玄宗皇帝が即位すると、713年に唐に入朝することにより、崔忻が冊封使として派遣され、大祚栄が「渤海郡王」に冊封された。渤海国の名称は漢代以来河北省の海岸地方に置かれた渤海郡の名称をとって渤海郡王に冊封したことによるが、当時もとの渤海郡にあたる地方は滄州と呼ばれており、既に渤海郡の名はない。そのことはかつて高句麗が遼東郡王に、新羅が楽浪郡王に、百済が帯方郡王に冊封されていたように、旧名によって爵号としたものであり、それによってこれが中国の国土であることを明らかにしようとしたものである。
2代大武芸は仁安という独自の元号を用いて独立色を明確にし、唐と対立して一時山東半島の登州（現在の山東省煙台市蓬莱区）を占領したこともあった。また唐・新羅・黒水靺鞨と対抗するために日本へ使者を送っている。渤海国の高斉徳（大使の高仁義は到着直後に死亡）率いる渤海使節が神亀4年（727年）に到着して平城京に入り、翌年の神亀5年に国書と貢物を聖武天皇に奉呈したことを端緒として、この通交は渤海滅亡の延長4年（926年）まで続いた（渤海使・遣渤海使）。軍事的な同盟の用はなさなかったものの、渤海国の毛皮や人参、日本の綾絹などが交易された。
大武芸が没するとその子大欽茂が即位し大興と改元した。父武王の唐との対立した政策を改め文治政治へと転換する。唐へ頻繁に使節を派遣（渤海時代を通じて132回）し恭順の態度を示すと共に、唐文化の流入を積極的に推進し、漢籍の流入を図ると同時に留学生を以前にも増して送り出すようになった。これらの政策を評価した唐は大欽茂に初めて「渤海国王」と従来より高い地位を冊封している。この他旧国（東牟山）から上京龍泉府（現在の黒竜江省牡丹江市寧安市渤海鎮）への遷都を実施し、五京を整備する等の地方行政制度を整備するなど唐制を積極的に採り入れるなどし、国力の発展が見られた。
このようにして渤海発展の基礎が築かれたが、大欽茂治世末期から国勢の不振が見られるようになった。大欽茂が没すると問題は深刻化し、その後王位継承に混乱が生じ、族弟の大元義が即位後、国人により殺害される事件が生じた。その後は大欽茂の嫡系の大華璵が即位するが短命に終わり、続いて大嵩璘が即位し、混乱した渤海国内を安定に向かわせる政策を採用した。大嵩璘は唐への恭順と日本との通好という外交問題に力を注ぎ、渤海の安定と発展の方向性を示したが、治世十余年で没してしまう。大嵩璘没後は大元瑜、大言義、大明忠と短命な王が続いた。この6代の王の治世は合計して二十数年でしかなく、文治政治の平和は継続したが、国勢の根本的な改善を見ることができなかった。
国勢が衰退した渤海であるが、大明忠が没し、大祚栄の弟である大野勃の4世の孫大仁秀が即位すると中興する。大仁秀が即位した時代、渤海が統治する各部族が独立する傾向が高まり、それが渤海政権の弱体化を招来した。唐は安史の乱後の混乱と地方に対する統制の弛緩のなかで周辺諸国に対する支配体制も弱体化していき、黒水都督府を9世紀初頭に解体した。大仁秀はその政治的空白を埋めるように、拂涅部・虞類部・鉄利部・越喜部を攻略、東平府・定理府・鉄利府・懐遠府・安遠府などの府州を設置した。また黒水部も影響下に入り、黒水部が独自に唐に入朝することはなくなった。この状態は渤海の滅亡直前まで続き、渤海は「海東の盛国」と称されるようになった。
その子の大彝震の時代になると、軍事拡張政策から文治政治への転換が見られた。唐との関係を強化し、留学生を大量に唐に送り唐からの文物導入を図った。渤海の安定した政治状況、経済と文化の発展は、続く大虔晃、大玄錫の代まで保持されていた。
10世紀になると渤海の宗主国である唐が藩鎮同士の抗争、宦官の専横、朋党の抗争により衰退し、更に農民反乱により崩壊状態となった。その結果中国の史書から渤海の記録が見出されなくなる。大玄錫に続いて即位した大瑋瑎、それに続く大諲譔の時代になると権力抗争で渤海の政治は不安定化するようになった。唐が滅びた後、西のシラムレン河流域において耶律阿保機によって建国された契丹国（のちの遼）の侵攻を受け渤海は926年に滅亡、契丹は故地に東丹国を設置して支配した。渤海に侵攻した契丹の軍には、幽州などから契丹に流入した人々が加わっていたとわかっているらしい（「燕雲地域の漢人と滅亡以降の渤海人―〈陳万墓誌〉〈耶律宗福墓誌〉〈高爲裘墓誌〉など遼代石刻をてがかりに」 『渤海の古城と国際交流』勉誠出版 2021年3月）。東丹国の設置と縮小に伴い、数度にわたって遺民が渤海再興を試みるが、契丹（遼）の支配強化によってすべて失敗に終わり、その都度多くは遼の保有する遼西や遼東の各地域へ移住させられ、または残留し、一部は高麗へ亡命し、一部は故地の北方へ戻った。なお、1990年代、渤海滅亡を10世紀の白頭山の噴火と関連づけた説が登場したが、その後、噴火の時期が渤海滅亡後であることが判明し、この説は消えた。この説がもてはやされた背景には、地球温暖化をはじめとする環境問題への関心と、史料が少なく突如滅亡した渤海に人々がロマンを掻き立てられたことにある。
渤海における唐の制度は、契丹が中原化していくに際し参考にされ、遼の国制の特色とされる両面官制度に影響を与えたといわれる。黒水靺鞨（女真）が建てた金王朝（1115年 - 1234年）において、旧領に残った渤海遺民は厚遇され、官職につく者や、王家に嫁ぐ者もいた。金を滅ぼした元の代では、華北の渤海人は「漢人 (元朝)」として支配を受ける。その後、女真は満洲として再び台頭するが、渤海の名称は東アジア史から姿を消した。

## 滅亡と高麗への亡命
928年、929年になると、渤海人の高麗への来投が相次ぎ、東丹国西遷時にあたるため、東丹国西遷に抵抗する者あるいは圧迫を受けた者と推測される。その後、契丹滅亡まで、継続的に渤海遺民の亡命記録があり、934年の大光顕亡命の際に数万人、979年に数万人、契丹の大延琳反乱鎮圧時には契丹人も含む500人以上が亡命しており、最後の来投は1116年末から1117年頭にかけて契丹から来投した100人弱である。契丹滅亡時に、渤海遺民の高永昌が遼東の東京に拠って大渤海を称したが、金に潰され、最後に来投した渤海人はこの余党とみられる。
三上次男は、渤海滅亡直前に渤海人の高麗への亡命が相次いでいることから、渤海宮廷で内紛が勃発していたことを指摘している。日野開三郎は、東丹国の遼東移治後、旧渤海領に2つの地方政権が誕生したと推測し、上京龍泉府に拠ったのが後渤海、西京鴨緑府に拠ったのが大光顕政権とした。後渤海の主権者は大諲譔の弟、大光顕政権は大光顕であるが、後渤海と大光顕政権が別個の政権であるか否かは決し難いが、大諲譔の弟と大光顕とが宮廷の内紛の対立者である可能性はある。ただし、後渤海に関する研究は、異なる時期、異なる地域の史料を寄せ集めて拡大解釈して想定されている。後渤海のものとされた史料は、現在では東丹国の史料とみなされている。来投者の職官は、文官は司政、礼部卿、工部卿であり、武官は左右衛将軍、左首衛少将などである。司政は国の政務執行機関である政堂省の次官、礼部・工部の二卿は、政堂省に属する6つの最高行政機関のうちの礼部および工部の長官であり、左右衛将軍は禁衛守護を任官された南北左右衛の将軍とみられ、来投者は、いずれも中央政府あるいは禁衛の大官・将軍である。来投者の姓は、大和鈞、大元鈞、大福謨、大審理など王族の大氏が多く、来投者のうち、中央政府高官は王族とみられるため、事件の重大さを窺わせ、来投者に率いられた民も、500人、100戸、1000戸など数は少なくない。
『遼史』巻七五耶律羽之伝には、遼が渤海国を滅したのち、故地と民を基盤につくった傀儡国東丹国の宰相耶律羽之が、東丹国の民を遼東に移すことを説いた上書の一節があり、その上書には、太祖が渤海の内紛に乗じて出兵、戦わずして勝利し、渤海を滅ぼしたとする意味があり、簡略な一句であるが、渤海政治史にとって極めて重大であり、これこそ内紛の事実を裏書きし、あるいは内紛を具体的に伝えたものといえる。近年は耶律羽之墓誌が発見されている。
高麗は、亡命渤海人に対してあまりよい処遇をしておらず、渤海の世子を称した大光顕に対して、王継という姓名を与え、王室戸籍に編入、都に近い白州の長官に任命し、祖先の祭祀をおこなわせたが、高麗は、帰順した豪族をその地の長官に任命し、支配を委ねるのが一般的であったことから、この待遇も亡命渤海人を白州に移住させて、大光顕を実質的な統治者に任じたとみられるが、新羅のように王室と婚姻を結ぶあるいは官僚として任用するなどの実質的優遇はない。新羅の場合、670年に高句麗王族の安勝が来投すると、これを高句麗王、ついで報徳王に冊封、金馬渚に高句麗を復興させて、新来高句麗人の受皿にした。680年、新羅は安勝に王妹を娶らせ、高句麗王家と新羅王家の結合を図り、683年には新羅王家と同じ金姓を賜り、王都慶州に居住させ、安勝を新羅の貴族とし、自国の貴族として高句麗王統を維持させている。
また、亡命渤海人を失土人、遠人と呼び、異域の民とみなした史料の存在も明らかとなっており、高麗時代の大氏の子孫は、文官より劣る武官・胥吏としてのみしか記録に登場しない。また、朝鮮半島南部に移住させられた亡命渤海人の居住地は部曲あるいは所であり、部曲あるいは所とは、郡県に隷属し、特定の役を課された行政区画であり、その住民の身分は一般良人より低い。
高麗亡命後の大氏の動向が最初に記録に登場するのは、10世紀末から11世紀初の三次にわたる契丹の高麗侵攻であるが、『高麗史』によると、第一次高麗契丹戦争において、大道秀が契丹軍を安戒鎮で阻止するのに活躍、第二次高麗契丹戦争では、西京の防衛に従事したが、保身をはかる同僚に欺かれて、契丹に降伏している。また、第二次高麗契丹戦争では、大懐徳が郭州の攻防戦において戦死しているが、大道秀は『遼史』に「高麗礼部郎中渤海陀失」とあるため、明らかに渤海系であるが、大懐徳も同様とみられる。大道秀の肩書は、『遼史』に「礼部郎中」という文官として登場するが、高麗の記録が伝える中郎将、そして将軍という武官を採るべきであり、最初から武官を本来の肩書として帯びた武臣とみられ、大懐徳も同様であり、高麗初期の大氏は武臣の地位であると判断される。
高麗中期になると、1181年に慶大升に対する反乱計画の密告者として、令史同正大公器なる人物が記録に登場するが、大公器の肩書は、中央官司の胥吏の散職であり、両班の一翼をなす武臣より一段低い政治、社会経済的境遇にあることが確認できる。
1218年に大集成なる人物が記録に登場する。崔忠献は、武臣政権の安定策として、武臣の歓心を買うため、大集成などを借将軍（散職の将軍）に昇進させており、高麗中期においても、大氏は武臣の地位であることがわかる。その後、大集成は、武臣政権の執権者崔瑀との結びつきから権勢を伸ばし、1232年に大集成の娘が崔瑀の後妻に迎えられ、外戚の地位につき、モンゴルの高麗侵攻の回避と崔瑀の政権維持に役割を果たした。15世紀成立の『世宗実録地理志』の黄海道条によると、牛峯県には亡姓（高麗時代にはその地に土着していたが、李朝初めまでに他所に移動し、存在しなくなった姓氏）として崔氏および大氏がみえ、高麗時代には、崔氏および大氏も牛峯県におり、大集成の本来の出身地は牛峯県とみられ、大集成の栄達の背景には、崔忠献と同郷という要素が推測され、崔瑀の威勢に依付したものとみられる。崔瑀の後継者である崔沆は、政権掌握過程における金敉との対立に際し、継母大氏（大集成の娘）が金敉を支援したことを怨み、1250年と1251年に、継母大氏（大集成の娘）および族党に大弾圧を加え、大集成の族党を全羅道へと配流させた。
武臣政権の末期には、モンゴルの高麗侵攻と関連し、大金就が登場する。1253年、大金就は校尉の肩書で、牛峯別抄30余人を率い、金郊・興義両駅間においてモンゴル帝国軍と交戦、6年後には開城に侵攻したモンゴル帝国軍を撃退している。この事例から、大金就もまた武臣の地位（しかも比較的低い）であることがわかり、大金就の率いた牛峯別抄は、牛峯県で組織された編成軍であり、牛峯県所在の大氏の一員として、大金就が指導にあたったと推測される。
李氏朝鮮初期に編纂が進められた『新増東国輿地勝覧』巻三二慶尚道金海都護府姓氏条に、慶尚道金海都護府所属の部曲の姓氏として、田氏および大氏が記され、『新増東国輿地勝覧』巻二四慶尚道醴泉郡姓氏条には、李氏朝鮮初期までに他所から移住した者とみられる大氏が、所在地名「亏尒谷」（朝鮮語: 우니곡）を付して記されており、「亏尒谷」（朝鮮語: 우니곡）は、大氏の移住前の本来の居住地を意味し、醴泉郡に隣接する尚州所属の亏尒谷所に該当する。李氏朝鮮後期に編纂された大集成の後裔とされる大氏の『永順大氏族譜』は、慶尚道尚州永順面を本貫としているが、永順面は、『高麗史』巻五七地理志二慶尚道尚州牧条に「諺伝、州北面林下村人姓太者、捕賊有功、陞其村、為永順県」とあり、それを、『増補文献備考』巻五二帝系考・付氏族・太氏条の永順大氏の部分では、「高麗時、永順部曲民、有太姓者、捕賊有功、陞部曲為県」としており、林下村も部曲と推測され、高麗時代の部曲あるいは所は、地方行政制度の一環をなす行政区画であるが、郡県の下に隷属、住民全体が国家の課した特定の役を世襲的・集団的に義務づけられた政治的、社会経済的に郡県とその住民より低い境遇におかれ、金、銀、銅、鉄、磁器、瓦、炭・墨、紙、紬、絹、茶、ショウガ、ワカメ、塩、魚類などの物品の生産・貢納が義務づけられていた。
北村秀人は、10世紀初の高麗が進めた渤海遺民の受容を、渤海を朝鮮の歴史の一環として位置づける立場から、渤海の併合・吸収による、朝鮮史上最初の本格的統一だとする見解が、主に北朝鮮学界で主張されているが、そうした見解は十分な裏付けがない、と評しており、「記録に現われる当時の大氏の実例をみると、いずれの時期の亡命者の場合も、高麗での政治的、社会経済的な地位・境遇は、どちらかというと、低く劣ったものであったことが窺える。こうしてみると、高麗の歴史展開における渤海系民の比重や意義などの評価に関しても慎重さが求められることになろう」と述べている。

## 政治

### 国名
金毓黻は、「渤海」は「靺鞨」の近変音であると指摘している。また、武則天が乞乞仲象を「震国公」に、乞四比羽を「許国公」に冊封した称号とを合わせて考えるべきという指摘があり、音韻学的には「許」「震」が「靺鞨」の別称である「粛慎」の諧音、すなわち、許震＝粛慎の同音異義語である可能性が指摘されている。

### 支配原理・支配機構
中国史料から、渤海には唐制の三省六部に相当する政堂・宣詔・中台三省と忠・仁・義・智・礼・信の六部、御史台にあたる中正台、国子監にあたる冑子監、九寺にあたる七寺（宗属寺・太常寺・司賓寺・大農寺・司蔵寺・司膳寺・殿中寺）などの中央政治機関があり、唐の十六衛に相当する十衛という中央の軍事組織があり、さらには京・府・州・県という地方行政区分まであったことが判明している。さらにこれらの国家機構を支える官僚には、唐にならって、一秩から八秩までの官品が与えられており、渤海は、その政治組織・支配機構の上では唐に酷似しており、そうした膨大な組織を有機的に結びつける政治原理もまた、唐の均田制・府兵制・租庸調制を基礎とする中央集権的律令体制を模倣したものと推測される。実際、「渤海、使を遣わし、唐礼及び三国志・晋書・三十六国春秋を写さんことを求む。これを許す」（『唐会要』巻三十六）、「初め其の王、しばしば諸王を遣わし、京師の太学に詣り、古今の制度を習識せしむ」（『新唐書』巻二百十九・渤海伝）などの史料の事実から、渤海が唐の律令を採用していたことはほぼ確実である。また、「その王はもと大をもって姓と為す。右姓は高・張・楊・賓・烏・李と曰い、数種に過ぎず。部曲・奴婢の姓なき者は皆その主に従う」（『契丹国志』巻二十六・渤海伝）、「代以大氏為酋長」（『五代会要』巻三十・渤海伝）、「俗に王を謂いて可毒夫と曰う…その命を教と為す」（『新唐書』巻二百十九・渤海伝）などの史料、諸書に散見する都督・節度使・刺史・県丞などの官名もまた、渤海が王族と少数の有力氏族出身の官僚貴族によって支配されていた律令体制的国家であったことを裏付ける。
橋本増吉は、「官制では唐の尚書省に当るものを政堂省、門下省に当るを宣詔省、中書省に当るを中台省となし、六都に相当するものには左司政の下の忠仁義の三部と、右司政の下の智禮信の三部とがあり、唐の御史台の代りに中正台、殿中省の代りに殿中寺、宗正寺の代りに宗属寺というのをおき、その他武官の左右猛賁、熊衛、羆衛、南北左右衛の各大将軍、将軍など一々唐制に模したものである。尚日本に来た渤海使者の官名には唐書に漏れたものもあるが、是等を総合して考うるに、彼等が唐制に模倣した程度は、この頃の日本の大寶令などより遥に進んで、殆ど全く自己の創意とか、自国の特色とかを忘却していたのである。これは前にも述べた通り固有のものをもっていなかった為である」と指摘している。

### 中央統治機構
地方統治機構に関しては唐の制度を模倣しており、『新唐書』の記載によれば三省・六部・一台・一院・一監・一局の行政機構が存在しており、名称こそ異なるが、唐の三省を模倣した行政機構が設置されていた。しかし唐の制度をそのまま移植したのではなく、渤海の現状に基づき、機構を簡略化し、唐の二十四司を十二司に圧縮して編成しているのも特徴である。
宣詔省唐の門下省に相当し、中台省が提出した政令を審議した。長官は左相であり、品秩は正二品である。その下に左平章政事が置かれ、属官として侍中がいた。
中台省唐の中書省に相当し、政令の草案起草と修訂を担当した。長官は右相であり、品秩は正二品である。その下に右平章政事が置かれ、属官として内史がいた。
政堂省唐の尚書省に相当し、政令の執行を担当する行政機関の頂点に位置していた。長官は大内相であり、品秩は正二品の上位であった。助手として左右の司政が置かれ、左右平章事の下に位置していた。属官には左右のニ允がいた。下部に六部を設置し統括していた。
忠部唐の吏部に相当し、文官の採用・考課・勲封を職責としていた。
仁部唐の戸部に相当し、土地・銭穀を職責としていた。
義部唐の礼部に相当し、儀礼・祭祀・貢挙を職責としていた。
礼部唐の刑部に相当し、最高司法機関を職責としていた。
智部唐の兵部に相当し、武官人事・地図作成・車馬武器の管理を職責としていた。
信部唐の工部に相当し、交通・水利・建築及び技術者の管理を職責としていた。
中正台唐の御史台に相当し、最高監察機構であった。長官を大中正と称し、唐の御史大夫に相当している。
殿中寺唐の殿中省に相当し、王室の衣食住や行幸などの生活諸般の管理を担当した。長官を大令と称し、唐の殿中監に相当する従三品であった。
宗属寺唐の宗正寺に相当し、王族の宗親族籍を初めとする事務管理を担当した。長官を大令と称し、唐の宗正卿に相当する従三品であった。
文籍院唐の秘書省に相当し、経籍・図書の管理を担当した。長官を文籍院監と称し、唐の秘書督に相当する従三品であった。日本に派遣された19次遣日大使の李承英の官名が「文籍院述作郎」とあり、唐の述作局に相当する「述作局」或いは「述作署」が設置されていたことが窺える。
太常寺唐でも同名の太常寺が存在している。礼楽・郊廟・社稷の管理を担当した。長官は太常卿と称され、正三品であった。
司賓寺唐の鴻臚寺に相当し、外交と周辺の少数民族関連業務を担当した。長官は司賓卿と称され、唐の鴻臚卿に相当する従三品であった。
大農寺唐の司農寺に相当し、農業及び営田、穀倉の事務・管理を担当した。長官は大農卿と称され、唐の司農卿に相当する従三品であった。
司蔵寺唐の太府寺に相当し、財務、貿易の事務・管理を担当した。長官は司蔵令と称され、唐の太府寺卿に相当する従三品であった。
司膳寺唐の光禄寺に相当し、王廷の酒食の担当した。長官は司膳令と称され、唐の光禄卿に相当する従三品であった。
冑子監唐の国子監に相当し、渤海国内の教育を担当した。長官は冑子監長と称され、唐の祭酒に相当した。

### 地方統治機構

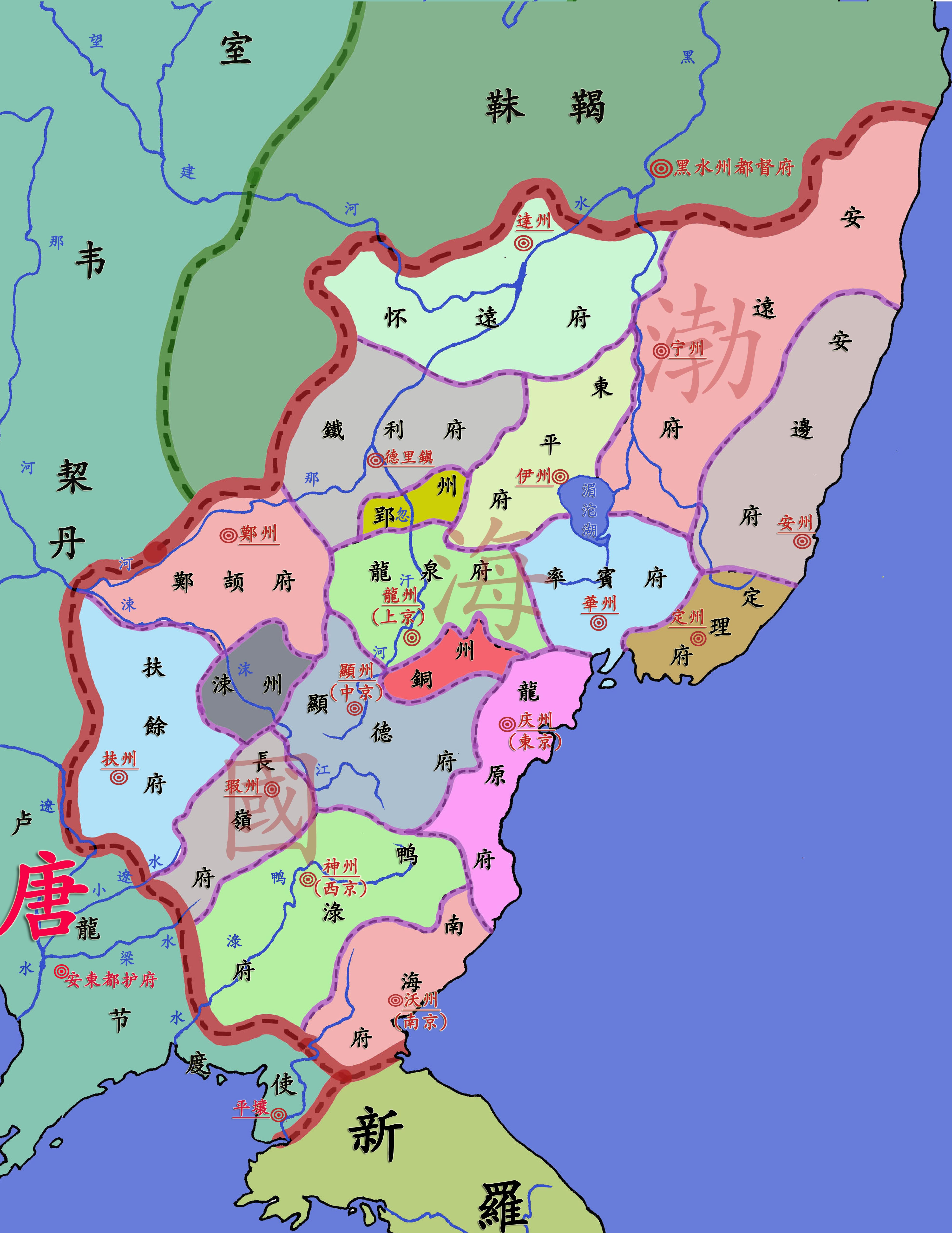
渤海の行政区分

全国は5京（首都）15府62州の行政区分に分けられ、府の下に州が置かれた。
- 上京龍泉府（現在の中国黒竜江省牡丹江市寧安市渤海鎮東京城） - 粛慎の故地に設けられ、龍州・湖州・渤州を管轄。最も長く首都が置かれた。
  - 竜州 - 府治が設けられた。
  - 湖州 - 忽汗海（現在の鏡泊湖）付近とされている。
  - 渤州 - 牡丹江市南部の城址に比定されている。管轄県は貢珍県のみが現在に伝わっている。
- 中京顕徳府（吉林省延辺朝鮮族自治州敦化市、後に和竜市） - 粛慎の故地に設けられ、上京府の南方に位置した。初期の首都。盧州・顕州・鉄州・湯州・栄州・興州の6州を管轄。
  - 顕州 - 府治が設けられ、金徳・常楽・永豊・鶏山・長寧の5県を管轄。
  - 盧州 - 中京府の東方130里に位置し、稲の産地として史書に記録がある。下部に山陽・杉盧（さんろ）・漢陽・白巖・霜巖の5県を管轄。
  - 鉄州 - 中京府の西北100里に位置し、位城・河端・蒼山・龍珍の4県を管轄。
  - 湯州 - 中京府の西北100里に位置し、霊峰・常豊・白石・均谷・嘉利の5県を管轄。
  - 栄州 - 中京府の東北150里に位置し、崇山・潙水・緑城の3県を管轄。
  - 興州 - 中京府の西南300里に位置し、盛吉・蒜山（さんざん）・鉄山の3県を管轄。
- 東京龍原府（吉林省延辺朝鮮族自治州琿春市八連城に比定） - 周囲16km、南北3.5km、東西4.5kmの方形で37カ所の宮殿を擁していた。濊貊の故地に設けられ、上京府の東南に位置し「柵城府」とも言った。大欽茂王の治世末期から次代の混乱期に一時、首都になった。慶州・塩州・穆州・賀州を管轄。
  - 慶州 - 府治が設けられ、龍原・永安・烏山・壁谷・熊山・白楊の6県を管轄。
  - 塩州 - 現在のポシェト湾岸のクラスキノ南方のクラスキノ土城遺跡に比定され、日本への出発港が設けられていた。下部に海陽・接海・格川・龍川の4県を管轄。
  - 穆州 - 府の南方120里に位置し、会農・水岐・順化・美県の4県を管轄。
  - 賀州 - 位置は不明であるが、洪賀・送誠・吉理・石山の各県を管轄。
- 南京南海府（北朝鮮咸鏡南道北青郡付近） - 沃沮の故地に設けられ、渤海の南端に位置し、沃州・晴州・椒州の3州を管轄。
  - 沃州 - 府治が設けられ、沃沮・鷲巖（じゅがん）・龍山・浜海・昇平・霊泉の6県を管轄。
  - 晴州 - 南京府の西北120里に位置し、天晴・神陽・蓮池・狼山・仙巖の5県を管轄。
  - 椒州 - 南京府の西南200里に位置し、椒山・貊嶺・澌泉・尖山・巖淵の5県を管轄。
- 西京鴨緑府（吉林省白山市臨江市） - 高句麗の故地に設けられ、「若忽州」とも称された。神州・桓州・豊州・正州の4州を管轄。
  - 神州 - 府治が設けられ、神鹿・神化・剣門の3県を管轄。
  - 桓州 - 西京府の西南200里に位置し、桓都・神郷・淇水の3県を管轄。
  - 豊州 - 西京府の東北210里に位置し、州府は吉林省延辺朝鮮族自治州安図県の仰臉山城に比定されている。下部に安豊・渤恪・隰壌・硤石の4県を管轄。
  - 正州 - 富爾河の流域に位置し、東那県らを管轄。

長嶺府高句麗の故地に設けられ、営州道の要所に位置した。現在の吉林省吉林市樺甸市の蘇密城を府城とし、瑕州、河州の2州が設けられた。
瑕州が府治であり、河州は現在の吉林省通化市梅河口市に比定されている。
扶余府夫余の故地に設けられ、扶州、仙州が設けられていた。
扶州は府治が設けられ扶余、布多、顕義、鵲川の4県を管轄していた。
仙州は強師、新安、漁谷の3県を管轄していた。
鄚頡府夫余の故地に設けられ、鄚州、高州が設けられていた。
鄚州は府治が設けられ、現在の黒竜江省ハルビン市阿城区に比定されており、粤喜、万安の2県を管轄していた。
高州に関しての領県については記録が残っていない。
定理府挹婁の故地に設けられ、定州、潘州が設けられていた。現在のウスリー川以東のロシア沿海地方に比定されている。
定州は府治が設けられ、定理、平邱、巖城、慕美、安夷の5県を管轄していた。
潘州は潘水、安定、保山、能利の4県を管轄していた。
安辺府挹婁の故地に設けられ、現在の双鴨山市宝清県、富錦市一帯に比定され、安州、瓊州（けいしゅう）を管轄していた。
安州は府治が設けられていたが、瓊州同様詳細については不明である。
率賓府率賓の故地に設けられ、綏芬河流域に位置し、華州、益州、建州が設けられていた。
華州は府治が設けられ、現在の黒竜江省牡丹江市東寧市大城子に比定されている。
建州は現在のウスリースク（双城子）に比定されている。
東平府拂涅の故地に設けられ、伊州、蒙州、沱州、黒州、比州が設けられていた。
現在のハンカ湖の西一帯に比定されている。
鉄利府鉄利の故地に設けられ、府治は現在の黒竜江省ハルビン市依蘭県城に比定されている。
下部に広州、汾州、蒲州、海州、義州、帰州の6州は設けられていたが、詳細は不明である。
懐遠府越喜の故地に設けられ、達州、越州、懐州、紀州、富州、美州、福州、邪州、芝州の9州が設けられていた。
達州は懐福、豹山、乳水などを管轄していた。
富州は富寿、新興、優富などを管轄していた。
美州は山河、黒河、麓河などを管轄していた。
安遠府越喜の故地に設けられ、率賓州の北、ハンカ湖の東に位置し、寧州、郿州、慕州、常州の4州が設けられていた。
寧州が府治であったが、それ以外に関しては不明である。
独奏州独奏州とは府に統括されず、京師に直接上奏できる州である。
渤海では郢州、銅州、涑州が独奏州として記録に残り、王室に直属していた。
郢州は延慶、白巖の2県を統括していた。
銅州は上京の南、現在のハルバ嶺一帯に比定され、花山県などを管轄していた。
涑州は現在の吉林市付近に比定されている。
上記州以外に『遼史』に記録されている集州（奉集県を管轄）、麓州（麓郡、麓波、雲山の3県を管轄）を加えることで62州となり、『新唐書』に記載される62州に合致する。しかし前記の地方統治機構は渤海存続期間において絶対的な制度ではなく、『遼史』の地理志に「安寧郡」や「龍河郡」という記録もあり、渤海前期には見られなかった「郡」が出現していることからも明らかである。このほか政治・軍事上の理由から唐制に倣い節度使を設けている。『遼史』太祖紀・下に節度使来朝の記録があり、節度使存在の傍証といえる。
橋本増吉は、「五京を設けた理由は陰陽五行説や、遊牧生活者に多い、夏冬移居の風の影響もあろうが、更に全国を十五府六十二州に分けていたことにより、大領域が可なり周到なる地方行政を受けていたことを知るに足ると思う」と指摘している。

### 軍事制度
渤海では唐制の16衛に倣い左右猛賁、左右熊衛、左右羆衛、南左右衛、北左右衛の10衛が中央に設けられていた。また地方には府兵制が確立されていたと考えられている。しかし渤海後期になると、府兵制が次第に崩壊し、左右の神策軍、左右三軍が設置された。これらは唐の北衙六軍との関連が認められ、渤海王室が設置した常備軍であった。
唐の軍事制度を模倣したものであることは『新唐書』の記載によれば、以下の通りである。

### 司法制度
渤海の司法制度に関しては、唐の文宗の時代に大彝震の治世には法律の運用面で国内が安定していた事を示す史料があり、渤海は法律面でも整備が進んでいた事の傍証となっている。律令格式は他の統治方式同様に唐制を模倣したものと考えられている。
司法機関としては中正台、礼部、大理寺が任務に当った。
中正台渤海最高の監察機関であり、長官の大中正は官民の監督の他、王室内部の粛清や、礼部、大理寺と重要案件を審議する権限を有していた。
礼部渤海最高の司法機関であり、徒隷、勾覆、関禁の政令を職責としていた。
大理寺渤海最高の裁判機関であり、訴訟を担当すると共に、礼部とともに裁判員の人選を行っていた。

## 交通

### 陸上交通
陸上交通は上京府を中心に全国の京・府・州・県に放射状に道路が整備されていた。その交通路は現在の道路、鉄道に沿ったものと考えられている。またこれらの中央からの道路以外にも、5京と旧国の間にも道路が整備されていた。
道路の中で最も重要なのは「営州道」と称されるものである。これは渤海から唐に向かう朝貢使などが使用するものであり、営州（現在の朝陽市）であり、唐が東北地区を支配する要所とされていた地域であり、燕郡城（現在の義県）、安東都護府（現在の遼陽市）、新城（現在の撫順市付近）、長嶺府（現在の樺甸市付近の蘇密城）を経て上京に至る1200km弱のルートである。
新羅への交通は南京府を中心とする「新羅道」が存在していた。『三国史記』地理志には「新羅の泉井郡より柵城府に至る、凡そ三十九駅」との記載があり、泉井郡（現在の江原道の元山市）より柵城府、則ち上京府までの道路の整備状況をうかがい知ることが出来る。この他契丹との交通には扶余府を起点とする「契丹道」が設けられていた。

### 水上交通
渤海の海上交通は唐、新羅、日本への通交に利用されていた。唐への交通は『新唐書』地理志に登州より渤海への交通路が記録されており、登州（現在の蓬莱市）を起点に亀歆島（現在の砣磯島）を経て烏湖海（現在の渤海海峡）を渡り、更に烏骨江（現在の愛河）を遡上し西京府に至る「朝貢道」と称される道程が示されている。
新羅への海上交通であるが、南海府の吐号浦（現在の鏡城郡）から朝鮮半島の東沿岸を南下するルートと、西京府から鴨緑江に沿って海上に進み、更に朝鮮半島西沿岸を南下するというルートが存在していた。しかし王都から距離のある西ルートは東ルートほど活発に利用されることはなかったようである。
日本への海上交通は「日本道」とよばれるものである。起点は上京府を基点とし陸路塩州（現在のロシア連邦クラスキノ）に至りそこから海上を進むというものである。現地クラスキノのポシェト湾近くには、主発拠点の塩州城跡と推定されるクラスキノ土城遺跡がある。海路は大まかに3ルートに分類することが出来る。その一つが「筑紫路」であり、塩州を出発した船は朝鮮半島東沿岸を南下し、対馬海峡を経て筑紫の大津浦（現在の福岡）に至るルートである。当時の日本朝廷は外交を管轄する大宰府を筑前に設置していたため、渤海使に対しこのルートの使用を指定していたが、距離が長くまた難破の危険が大きいルートであった。第2のルートが「南海路」と称されるルートである。南海府の吐号浦を起点とし、朝鮮半島東沿岸を南下し、対馬海峡を渡り筑紫に至るルートであるが、776年に暴風雨により使節の乗った船団が遭難、120余名の死者を出してからは使用されていない。第3のルートが「北路」であり、塩州を出発した後、日本海を一気に東南に渡海し、能登、加賀、越前、佐渡に至るルートである。当初は航海知識の欠如から海難事故が発生したが、その後は晩秋から初冬にかけて大陸から流れる西北風を利用し、翌年の夏の東南風を利用しての航海術が確立したことから海難事故も大幅に減少し、また航海日数の短縮も実現した。

## 国際関係

### 唐との関係
大祚栄が震国を建国した当初は、武則天が夷狄から収奪する方策を執っていたため唐と対立していた。そのため当初は突厥や新羅との通好による唐の牽制を外交方針の基本にしていたが、唐の中宗が即位すると、張行芨を派遣・招慰し両国の関係改善の転機をもたらした。大祚栄もこの招慰を受け入れ、王子を唐に入侍させ、唐に従属する政治的地位を確認した。713年には唐は大祚栄を「左驍衛員外大将軍渤海郡王」に封じ、同時に渤海は羈縻体制下に入る、その後は「渤海国王」と「渤海郡王」と冊封の官称に変化はあったが、原則として唐の滅亡までこの関係は維持された。
招慰を受けた渤海は質子の制度に基づき、子弟を唐に遣している。大祚栄の嫡子であった大門芸が派遣されたのが初見であるが、渤海からの質子は単なる人質としてではなく、皇帝の謁見、賜宴を受け、時には皇太子の加冠や謁陵、時節の朝儀などに列席するなどの待遇を受け、また唐にて客死した場合は位階の追贈や物品の下賜を受けるなどの良好な待遇を受けている。これは渤海との関係が良好であったためと考えられる。
この他渤海は唐の藩属として定期的に方物を献上し朝貢を行っていた。朝貢の際には「土貢」を献上すると同時に国内状況を奏上していた。この他、元旦や各節句に「賀正使」と献礼の使節を派遣した。これらの使節はほぼ毎年の派遣が記録に残されており、また1年に2～3度も使節派遣を行っていることが知られており、渤海は自治政権を確立すると同時に、羈縻体制下での外交関係を継続していた。
渤海は、唐文化の移入に努め、遣唐使を派遣するとともに留学生を送り、唐の学問を学ばせており、国内でも唐の官制を模した三官六省の組織を作り上げ、律令体制を導入している。一方、唐とは異なる独自の年号を使用するなど、唐と一定の距離を置く側面も見られる:1。
なお唐滅亡後は、渤海は中原王朝との外交関係を継続している。

### 突厥との関係
698年の渤海（当時は「震」）建国当初は東突厥の躍進期に当たっており、営州の反乱の後、東突厥第二可汗国の第2代阿史那默啜は唐を支援し契丹を攻撃するなど、東北アジアに於ける軍事的に優勢な地位を占めていた。建国間もない不安定な渤海は、唐による侵攻に備え、使者を東突厥に派遣しその支持を獲得している。その代償として渤海は東突厥の属国としての地位を甘受することになり、東突厥から派遣される吐屯（トゥドゥン）により渤海は統制と貢賦の権限を与えられることになった。
その後唐との関係が改善され、唐が大祚栄を冊封するに至ると東突厥との関係が疎遠となったが、大武芸が即位し唐と対立した際、東突厥の支援を得られなかった事で関係悪化は確定的となり、唐との和解と同時に東突厥と断交している。
734年、東突厥は渤海に使者を派遣し、契丹と奚の挟撃を打診されるが、渤海はこの要求を拒否、更に使者を抑留し唐に移送し処理を委任するという行動に出て東突厥との関係悪化は決定的なものとなった。その後、東突厥は内紛と唐との闘争により急速に勢力を衰退させ、渤海との紛争を起こす余力は無くなり、745年に回紇により東突厥は滅亡した。

### 契丹との関係
渤海建国に当たっては営州の反乱と契丹の反唐活動により、大祚栄が独立する契機を生じたことから、両者には特別な関係が存在していたと推測される。720年に唐が渤海に対し契丹及び奚への攻撃を打診した際に、唐の冊封体制下の渤海は出兵の義務を有していたにもかかわらず、これを拒否していることからも推測されるものである。
しかし唐との関係が改善されるに反比例し、渤海と契丹の関係は冷却化の一途を辿った。それは渤海後期に扶余府一帯に契丹の侵入を防ぐべく常備軍を駐留させた記録からも窺えるものである。当然渤海は契丹人の反逆者の亡命を受け入れるようになり、契丹王室の轄底が渤海へ亡命した記録などもある。それでも『新唐書』で渤海の風俗を「高麗、契丹と略等し」と表現されるように文化的な親密さは相当なものであり、両者の経済的、文化的な交流は持続され、それは契丹道と称される重要な対外交通路の地位を占めていた。
渤海末年、渤海の勢力は衰退し、926年には契丹人による国家、遼により滅ぼされ、その故地には東丹国が建国された。なお、契丹文字研究の進展により、「渤海国」および「東丹国」は契丹語でダン・グル（Dan guru）と呼ばれていたことが明らかにされている。

### 新羅との関係

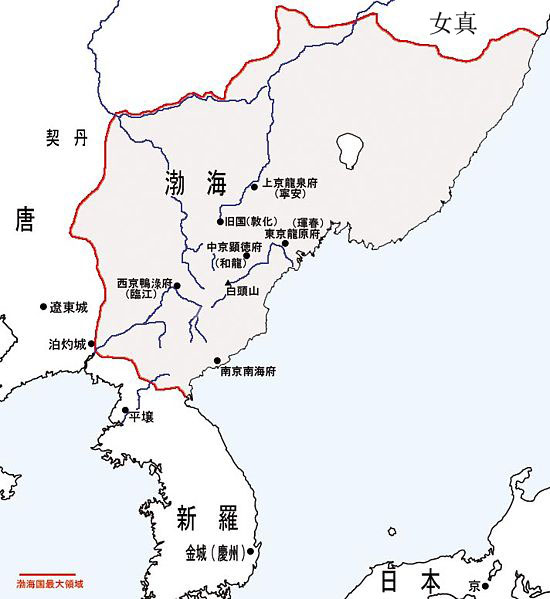
最大領域時代の渤海国と新羅

698年に震国が建国された際に新羅はかつての百済全土及び高句麗の一部を領有すると共に、北進政策を採用して渤海の安定を脅かすようになった。またその渤海は唐と対立しており、唐の脅威を抑え、同時に新羅の北進を牽制するため新羅に接近する政策を採用した。当初は新羅の藩屏と称し、新羅の五品の官職である大阿飡を授位されている。しかしその後渤海と唐の関係が好転するに従い、渤海と新羅の関係は変質し、大武芸の時代になると高句麗の故地の回収が目標となり両国関係は緊張、それは721年に新羅が北辺に長城を築城したことに現れている。
渤海と唐が「登州の役」で対立した際、新羅は唐の出兵の求めに応じ渤海を攻撃したが、悪天候に阻まれ新羅軍は大損害を蒙っている。この出来事は新羅の北進政策を抑制すると共に、唐と新羅の対立を政治的に解消させる効果をももたらした。新羅はこの功績により唐から寧海大使の地位を与えられ、浿江以南の高句麗の故地統治を正式に承認させることに成功したが、同時に渤海を牽制する役割をも担うこととなり、渤海と新羅は厳然と対立することとなった。
新羅との対立という状況に際し、渤海は日本と通好することで新羅を背後から牽制することを画策した。安史の乱に際し、渤海は日本と共同して新羅挟撃を計画したが、これは藤原仲麻呂の乱により計画が頓挫したことで、軍事的解決の姿勢を放棄し、以降は政治的解決を模索するようになる。新羅側から790年に一吉飡（7品）の伯魚を、812年に級飡（9品）の崇正を渤海に派遣していることは、政治的な安定を模索した結果であり、新羅道の発展を創出することになる。
この良好な関係も、大仁秀が即位して渤海の領土拡張を目指すようになると、再び両国の均衡は崩壊することになる。826年には新羅の憲徳王が浿江に300里の長城を築城したことからも情勢の変化を読み取ることができる。
次に両国の関係が好転するのは10世紀の契丹の勃興という外的要因による。渤海は契丹に対抗すべく新羅との和解を図る。しかし当時の新羅は国勢が衰退し、既に後三国の時代に入っており、軍事的に渤海を支援し契丹に対抗する力は無く、そればかりか渤海の苦境に乗じ浿江以北への侵攻を行った。新羅は一面で渤海に同調するそぶりを見せ、反面遼に使者を送り方物を献じるという二面性の外交を展開した。遼が王都の忽汗城を包囲した際には、新羅は渤海に出兵し、更にこの軍功により耶律阿保機により褒賞を受けている。
新羅と渤海は没交渉であり、史料上では全時代を通じて新羅から渤海へ2回の使節の派遣が確認されるだけであるが、韓国では記録が逸失したに過ぎないという主張もあるが、李成市は「そうした解釈の余地はほとんどない」として以下の2つの理由を挙げている
1. 『新唐書』巻二二〇・東夷伝・新羅、『太平広記』巻四八一・新羅条の長人記事（渤海 (国)#新羅人の渤海認識）は、8世紀から9世紀の新羅・渤海国境付近の政策と新羅人の渤海人に対するイメージを象徴しており、渤海人に対する異形のイメージと新羅が渤海国境付近に強大な軍事施設である西北の浿江鎮典、東北の関門を設置したことから、新羅と渤海に頻繁な交渉を推定することはできない[42]。
2. 渤海衰退期から新羅と渤海の国境付近で靺鞨族が出没・交易を求めた歴史があり、886年に渤海所属の2つの部族が新羅の北鎮に対して、直接の接触を避けながら、文字を記した木片を持って通交を申し出る事件があり[注釈 3]、日常的な交渉があるならば、このような形式の申し出は有り得ず、新羅と渤海の没交渉を反映しており[44]、敵対する新羅国境付近の靺鞨族を管理・統制することは渤海の国家存立に係る事案であり、濊族（後の靺鞨族）は古来より魚類・毛皮を遥か中国内陸部まで、もたらす遠隔交易を生業とする狩猟・漁労の民であり、渤海の対外交易は、これらを生業にする靺鞨族の交易を国家的に編成したのであり、靺鞨族を包摂・統合した渤海王権は新羅と隣接する靺鞨族の他地域との交易を管理・統制することは政治的安定とって必須であり、従って、渤海滅亡後に高麗と旧渤海人と過剰な交渉が金の建国まで展開されるなど渤海衰退期からの新羅と渤海国境付近の交渉活発化は、渤海の衰退・滅亡によってもたらされた現象であることが推察される[44]。

渤海の存続期間全体を俯瞰するに、渤海と新羅の両国は対立の歴史と捉える事が可能である。

#### 新羅人の渤海への認識
田中俊明や李成市や古畑徹によると、8世紀の唐の記録には、新羅人が新羅の東北境の住民である渤海人のことを、黒毛で身を覆い、人を食らう長人、ととらえていたことをうかがわせる記述があり、この異人視は渤海・新羅両国の没交渉からくる恐怖感を示し、それだけの異域であったことの証左であり、新羅および渤海の辺境地帯の地域住民に対して、これだけの異域観がみられることから、渤海・新羅両国の乖離した意識は明確であり、渤海・新羅の同族意識はうかがいようもないと指摘している。長人記事とは、『新唐書』巻二二〇・東夷伝・新羅、『太平広記』巻四八一・新羅条の以下の記事である。
李成市は、「関門」或いは「鉄関城」は新羅東北の井泉郡に位置しており、そこには「炭項関門」乃至は「鉄関城」という軍事施設があり、そこに隣接する東の集団は渤海領域民以外にはあり得ず、長人は井泉郡以北の渤海人とみて間違いなく、長人は新羅辺境の軍事的緊張に密接に関係しており、長人の異形、食人描写からみて、長人が恐怖の対象となっており、長人の人間とは異なる身体的特徴、食人描写、人間の女性を捕らえて衣服を作らせるという記事は異形異類の伝承であり、一般的に異民族は、人間と異なる身体的特徴をもつ異形とされ、敵対者は或いは自らの理解を越えたコスモロジーを持つ人は、人間でなく動物或いは妖怪の類であることが指摘され、18世紀の『択里志』は朝鮮半島東北について以下記しており、朝鮮半島東北の厳しい自然環境は、飲食・衣類の欠乏に及んでおり人々は犬の毛皮をまとっており、長人記事の「黒毛もて身を覆う」や「婦人を得て、以て衣服を治めしむ」内容は、18世紀に至っても衣服の類が欠乏していた朝鮮半島東北部の実情を仮託して創作されたとみなすこともでき、長人は、朝鮮半島東北の人々の習俗に根ざし、日常的な没交渉と軍事的緊張が加味されて醸成された新羅人の幻影の所産であり、「新羅人にとって国境を接する渤海人とは、異形であり、恐怖の対象」「渤海人を恐怖の対象とするにいたった両者の長期間にわたる没交渉と軍事的緊張が、こうした説話の醸成に深くかかわっていた」と指摘している。
李孝珩（朝鮮語: 이효형、釜山大学）は、「李成市は『新唐書』長人傳承記事を分析して、渤海と新羅の間に交渉がなかったことを明らかにした」と評している。

### 回紇との関係
回紇（ウイグル）は鉄勒諸部の一つであり、バイカル湖南方で遊牧を中心に生活していた。8世紀半ばに東突厥を滅ぼし、また唐を支援して安史の乱を平定するなどの軍事活動を行うと同時に、経済活動も活発に行われ、渤海とは経済・文化方面での交流が行われていた。回紇商人の足跡は上京府以外にも、率賓府のような辺境地域でも遺物から認められ、古ウスリーク城からは突厥文字が刻字された回紇人の遺跡が、沿海州のチャピゴウ河岸の渤海寺院跡から出土した景教の陶牌からも回紇人の渤海に於ける活動を示している。しかしその文化・経済交流も840年に回鶻（回紇）の政権崩壊により消滅した。

### 黒水靺鞨との関係
渤海建国当初は黒水靺鞨諸部は独立した勢力を有しており、また唐との対立と、周辺諸部に対する支配強化を推し進める渤海は黒水靺鞨に対し懐柔策を採用した。当初は突厥の支配を受けていた黒水靺鞨であるが、次第に突厥の支配を脱し唐へ帰属する路線への転換を図った。722年に首長の倪属利稽が朝見し、勃利州刺史に冊封され黒水府を設置するに至ると、唐と黒水靺鞨による渤海挟撃を危惧した大武芸は黒水靺鞨に出兵している。
大欽茂が即位すると唐との大幅な関係改善が見られ、必然的に黒水靺鞨との緊張状態の緩和を見るに至った。大仁秀の時代になると、渤海により海北諸部の討伐が行われ、黒水靺鞨は渤海に服属し、独自に唐に朝見を行うことはなくなったが、渤海の統治に対する反乱が発生し、黒水靺鞨中心部に渤海の行政機構を設置し、直接統治を行う事は最後まで実現しなかった。
渤海末期の9世紀になると、黒水靺鞨は新羅との連盟を模索するなど自立の道を探るようになり、また渤海の衰退により黒水靺鞨に対する統治が弱体化したことで、最終的には渤海の従属的地位を脱し、924年には後唐に使節を送るようになった。

### 日本との関係
大武芸が神亀4年（727年）に日本に使者を派遣してきたことから、日本と渤海との交渉が始まる。渤海にとってこの交渉は、日本と結びつくことによって、対立していた黒水靺鞨や新羅を軍事的に牽制することを狙ったものであり:1、唐に対抗するため奈良時代から日本に接触した。唐から独立した政権を確立した渤海であるが、大武芸の時代には唐と対立していた。その当時の周辺情勢は黒水部は唐と極めて親密な関係にあり、新羅もまた唐に急速に接近しており渤海は国際的な孤立を深めていた。この状況下、大武芸は新羅と対立していた日本の存在に注目した。727年、渤海は高仁義らを日本に派遣し日本との通好を企画する。この初めての渤海使は、大使の高仁義らは往路で死亡、生き残った高斉徳ら8名が出羽国から上京し、12月に聖武天皇に拝謁した。この年引田虫麻呂ら62名を送渤海客使として派遣するなど軍事同盟的な交流が形成された。しかし渤海と唐の関係改善が実現すると、日本との関係は軍事的な性格から文化交流的、商業的な性格を帯びるようになり、その交流は926年渤海滅亡時までの200年間継続した。
日本海側の、金沢、敦賀、秋田城などからは渤海との交流を示す遺物が発掘されている。
日本の朝廷は、渤海が「自身は高句麗の後身である」と名乗ったことから、かつて滅亡前後に辞を低くして日本に遣使してきた高句麗との関係を想起し、結果、渤海を自分より下位の朝貢国とみなした:1。日本と渤海の関係は、表面的には日本が上位・渤海が下位であり、渤海は朝貢国の立場を甘んじて受けていた:5。ただし、時代によってその態度は微妙に異なっており、宝亀・延暦年間には日本側の国書から高句麗とのつながりを示す文言が消えて、代わりに自尊的な表現が出現し、唐風文化に対する関心が高かった弘仁年間には渤海が唐風文化の積極的摂取に努めていることを評価し、日本の天皇が渤海の王に親しみを抱いていることを示すものになっている。また、初期の頃は渤海使の帰国に合わせて遣渤海使を返使として派遣するのが恒例であったが、宝亀年間以降はその原則が崩れてきたこともあり、渤海使は国書と共に中台省牒を持参し、日本側も遣渤海使に国書と太政官牒を持たせるようになった。
渤海は日本に対して朝貢をしたが、当時の日本の国力では、毎年の朝貢に対して回賜を行う能力は無く、天長元年（824年）に、渤海に対して使者派遣の間隔を12年に1度にするという制限が設けられた。日本海沿岸諸国にこの制限を通達した文書には、「小の大に事へること、上の下を待すること、年期・礼数、限り無かるべからず」と、大国が小国との交渉に制限をつけるのは当然のことだと、かなり高圧的に述べている:4。しかし、渤海使はこの12年に1度という約束を平気で破って、数年おきに使者を派遣しており、その目的は朝廷との国交にあるのではなく、到着地の日本海沿岸でおこなう密貿易の利益にあったとみられる:4。渤海は年期違反に際して、「日本を慕う気持ちが強すぎて、派遣間隔が空いてしまうことに耐えられない」「かつては無制限の使者派遣が認められていた」という2点を強く主張し、日本としても、自分を慕ってやってくると言っている渤海を無下にもできず、「大国のトップである天皇は、渤海に憐れみを示すべき」という考えに基き、渤海の無理な主張を受け入れることも度々あった:5。
咸和十一年閏九月二十五日付太政官宛中台省牒（渤海の三省の1つである中台省の牒）の写しによれば、渤海使は105人の人員で構成されており、105人の内訳は、使頭1人（政堂省左允・賀福延）、嗣使1人（王宝璋）、判官2人（高文暄、烏孝慎）、録事3人（高文宣、高平信、安寛喜）、訳語2人（季節憲、高鷹順）、史生2人（王禄昇、李朝清）、天文生1人（晋昇堂）、大首領65人、梢工28人である。渤海使の圧倒的多数を占める首領とは、渤海の在地社会に支配者として君臨する靺鞨諸部族の首長であり、渤海王権は靺鞨諸部族の首長を包摂、国家的に再編成することにより、渤海の国家集権的支配を可能とし、渤海は靺鞨諸部族の首長を制度的組織化、日本外交に恒常的に参画させた。『延喜式』大蔵省賜蕃客例条に規定される渤海使の構成員と回賜品は、渤海王（絹30疋、絁30疋、糸300絇、綿300屯）、大使（絹10疋、絁20疋、糸50絇、綿100屯）、副使（絁20疋、糸30絇、綿各70屯）、判官（絁各15疋、糸各20絇、綿各50屯）、録事（絁各10疋、綿各30屯）、訳語（絁各5疋、綿各20屯）、史生（絁各5疋、綿各20屯）、首領（絁各5疋、綿各20屯）であり、首領たちは渤海使として来日すると回賜品が与えられ、分量は渤海に対する回賜総量の半分を占めた。
『新唐書』渤海伝は「大暦中、二十五來、以日本舞女十一獻諸朝」と記し、唐の大暦年間（766年～779年）に渤海国が日本の舞女11人を唐に献上したことを伝えている。
日本は渤海との交渉に関連する記録が非常に多く、『続日本紀』『日本後紀』『続日本後紀』『日本文徳天皇実録』『日本三代実録』などの歴史書は渤海が存在していた同時代の史料であり、さらに木簡や金石文などが相当数あり、渤海史研究に重要な一次史料を多く保有している。渤海と日本との外交関係は渤海が34回（35回とする説もある）、日本が13回使者を派遣している。『三国史記』には、倭を除けば、新羅の歴史の中で、日本との公式交渉は10回しか残しておらず、これだけでも渤海と日本の緊密性は証明されて余りある。

## 経済

### 農業
農業では考古学の成果より渤海全域での鉄器の使用、牛耕の利用が確認されている。これらの農器具を利用し、渤海では五穀と称される麻、黍（もちきび）、稷（きび）、麦、菽が広く栽培されていた。これ以外に忽汗水流域の荏（えごま）、盧城の稲、丸都の李、楽游の梨など各地で特徴ある作物が栽培されていたことが知られている。また前後時代の記録を見ると葵菜の栽培や、渤海の使節が来日した際に渤海人の好む大韮を用意した記録からも、様々な野菜が栽培されていたことを窺い知る事が出来る。また、渤海の在った時代は有数の満洲南部が温暖だった時期であり、この事も農業に寄与した。

### 牧畜業
渤海では馬の飼育が重視されていた。これは軍事的な需要の他、駅站交通や貿易需要からもかなりの数が生産されていたことが知られている。また豚、牛、羊などの飼育も盛んであり、それらは渤海人の墳墓の中からそれらの骨が発掘されることからも十分に窺える。

### 漁業
渤海の漁業は相当の技術発展を遂げており、唐へ奉献した方物の中に「鯨魚睛」と称される鯨の眼球が含まれていたことから規模の大きい捕鯨までを可能とする段階に達していた。また各地の特産品として湄沱湖（現在の興凱湖）の鯽（フナ）や、忽汗海（現在の鏡泊湖）の「湖鯽」などが記録に残っており、この他文昌魚（鯉の一種）、鰉魚（チョウザメ）、鮭（鮭）、斑魚、鯔魚などが記録に残っている。

### 冶金業
渤海の在った地域は鉄を豊富に産出する地域であり、全域から多数の鉄製農具が出土しており、かなり冶金手工業が発展していたと考えられる。

### 狩猟業
唐への朝貢記録には鷹や鶻が進貢されており、特に海東青は鷹狩りの珍品とされ、貴重な貢者として唐へ献上されていた。他にも太白山（現在の長白山）の兎や扶余の鹿などは特産品として『新唐書』に記録されている。
日本との関係で重要な地位をしめたものが貂である。地理的に農耕は難しく、渤海王から天皇に対しては、トラ・ヒグマ・ヒョウの毛皮や人参（朝鮮人参）・蜜が送られ、日本に来た渤海使には、特別に毎日シカ二頭が準備されており、肉食を好んでいることから、渤海が狩猟・採集を基盤とした社会であったことがうかがえる:1。

### 手工業
E.I. ゲルマン（英語: E. I. Gelman、ロシア語: Е. И. Гельман、ロシア科学アカデミー極東支部歴史・考古学・民俗学研究所）は、渤海の施釉土器と陶磁器の起源が唐にあるとしながらも、唐三彩と施釉土器とは異なる特色があるといい、渤海に三彩が定着することができたのは、安史の乱後に、中国で三彩の生産がほとんど破綻し、その職人が仕事を見つけて渤海へと渡り、これが渤海の三彩の起源であり、渤海の粘土は質が異なるため、渤海で生産された三彩は特徴を持つようになり、渤海で生産された三彩は「渤海三彩」と呼ぶことができると主張している。
エ・ヴェ・シャフクノフ（極東連邦大学、英語: E. V. Shavkunov、ロシア語: Эрнст Владимирович Шавкунов）は、クラスキノ土城から出土した渤海瓦には顕著な高句麗瓦の特徴や影響は見られないと指摘している。

### 商業
商品経済が発展していく中で渤海では貨幣が使用されていたと考えられている（極少数枚ながら開元通宝が出土している）。それは大武芸が日本に送った国書の中で「皮幣」の文字を使用していること、873年に日本で貿易を行った際に、賜銭を得て日本の物産を購入していること、滅亡に際して耶律阿保機が「獲る所の器、幣」を将士に分け与えたことからも物々交換の段階を超え、貨幣が流通していた事を示すものと考えられている。

### 貿易
渤海社会は靺鞨の小部族を単位として構成され、部族長は首領と称され支配構造に組み込まれた。首領は、渤海王権に自己の産物を貢納し、王権との交易によって必要な物資を入手し、渤海王権は首領から得た産物を日本や唐との交易に使用、必要な物資を入手した。例えば、絹、絹糸、金襴、水銀、銅、水晶、樹脂、柘榴石、クルミでつくられた扇子など、渤海で不足している製品を自国製品と日本で交換した。

## 文化
「国を挙げて内属し、子を遣わして来朝し、命を祗みて章を奉り、礼違う者なし」 （『白氏文集』巻52「渤海王子加官制」）というように、 渤海は唐に臣従して、何度となく使者を送り、それに付随して留学生を唐へ送り文化を吸収させ、持ち帰らせた。この事により渤海の上層部は儒教的な教養を得、それを元に国政に当たったと思われる。738年には、『唐礼』、『三国志』、『晋書』、『十六国春秋』の書写を唐に願い出るなど、「渤海は晏寧にして遠く華風を慕う」（『文苑英華』巻471「渤海王大彝震に与うる書」）ように、渤海が唐文化に対する強い憧憬を持ち、官司制や地方行政組織、首都上京のように唐の長安城を真似た都城の建設など、唐の制度に倣った律令国家の建設が推進された。また、773年には、「中華の文物を慕う」（『冊府元亀』巻41・寛怒）あまり渤海の人質が皇帝の袞竜を盗む事件が起こる。宗教的には仏教の信奉が篤く、首都上京の遺跡からは多くの寺・仏教関係の建物が発見されている。渤海文化は唐の影響が非常に強いが、靺鞨文化の継承もされており、他には高句麗文化の影響も窺える、三つの文化から独自の文化を作り出している。
前述したように日本との通使も行われており、初期は新羅・唐に対する軍事的な牽制の意味合いが強かったが後半になると儀礼的・商業的な意味合いが強くなっていった。実態は別として渤海からの使節を日本は朝貢であると認識しており、日本側は渤海側の使者を大いに歓待をしており、この財政的負担がふくらんだために後期では12年に1回と回数の制限も行われている（遣渤海使）。また、その際に日本との文化交流が積極的に行われている。一例として菅原道真と渤海の使者との間で漢詩の応酬が行われたとの記録がある。
首都上京龍泉府は、中央に宮殿、周りに城壁、周囲16kmと、ほぼ平城京と同じ規模である。井上和人は、この都の衛星写真を分析し、平城京造営と同じ物差しを使っているという見解を示した。したがって、上京龍泉府は、長らく中国の長安を真似たものだと思われていたが、平城京の造営は710年、首都上京は755年なので、727年に初めて来日した渤海使が日本から都造りを学んだ可能性がある。

### 教育制度
渤海の教育制度は唐制に倣ったものであったと推察される。日本に派遣された渤海使の随員のなかに大小さまざまな録事官が設けられており、また渤海滅亡後に建国された東丹国に広く博士や助教が設置されていたことから、これら官職に類似するものが渤海にも設置され、それは唐制に類似するものであったことを窺わせる。
また上流階級では女子に対する教育も実施されていた。これは貞恵公主や貞孝公主の墓碑に「女師」の文字があることから推察されている。
これらの教育制度により育成された人材は、一部が唐に留学し、科挙に及第する者を輩出するなど、相当な教育水準を有していたと考えられる。

### 言語
渤海国の公用語は初め靺鞨語が使用されていた。
『新唐書』渤海伝には以下の記事がある。
ロシアの研究者のエ・ヴェ・シャフクノフ（極東連邦大学、英語: E. V. Shavkunov、ロシア語: Эрнст Владимирович Шавкунов）の研究によれば、渤海語で王をいう「可毒夫」はおそらくツングース系満洲語の「卡達拉」（満洲語: ᡴᠠᡩᠠᠯᠠ᠊、kadala-、カダラ：管理するの意）やツングース系ナナイ語の「凱泰」（カイタイ）と関係があり、その本来の意味は年長の管理者の意味であろうという。また、渤海人と靺鞨人の名前の最後に「蒙」の字がついていることがあるが（烏借芝蒙、己珎蒙、慕思蒙など）、これは靺鞨語の重要な膠着語尾の一つを示しており、ツングース系民族は氏族を「木昆（満洲語: ᠮᡠᡴᡡᠨ、 転写：mukūn）」「謀克」と称しているが、「蒙」の音が「木」や「謀」の音と近いことを考えると、この「蒙」の音はその人が属する氏族を表す音節であろうと推測できると述べている。
しかしその後、言語の漢化が進んで次第に漢語が公用語となった。漢語が使用された証拠として渤海使が来日したときに春日宅成や伊勢興房らのように豊富な入唐経験があり、それらの経験によって培われた実用の漢語に習熟した人物が渤海通訳を務めていたことなどが挙げられ、渤海通訳が使用していた言語である漢語を渤海使はこれを再度の通訳を介することなくそのまま理解し会話した。渤海を構成する靺鞨人や高句麗人は、それぞれ独自の言語を有しており、このような場合は、優位にたつ種族の言語を共通言語とする方法もあるが、外部の権威ある言語を異なる種族間の共通言語にすることもあり、渤海を建国したのは唐に居住していた靺鞨人であることから、その指導層は漢語が話せたとみられ、これを異なる種族の意思疎通に使用していたと考えられ、漢語には当時異なる言語を話す渤海の人々を納得させるだけの権威があった。その他、渤海国に属する高麗人、突厥人、契丹人、室韋人、回紇人などはそのまま自己の言語を使用していた。
漢語が公用語であった根拠として以下のことが挙げられる。
1. 873年3月に薩摩に漂着した渤海人崔宗佐・大陳潤ら一行は、はじめ「言語難通、問答何用」という状態であり、日本人と口頭による意思疎通ができず、筆談で自分達は渤海の遣唐使であると示したが、太宰府は「大唐通事張建忠」を派遣して事情聴取をおこない、間違いなく渤海国入唐使であることがあきらかにされた[注釈 4][注釈 5]。これは崔宗佐・大陳潤ら一行が、漢語をもって通訳する大唐通事張建忠の言葉は理解できたこと、つまり崔宗佐・大陳潤ら一行は漢語が話せたということであり、渤海国使人と名乗っている者に対して、また太宰府も朝廷の指示に従い漂着者を「渤海国人」と確認した上で「大唐通事」を遣わし、漂着者を「渤海国人」と認めたにもかかわらず、渤海語通訳者を遣わしておらず、太宰府すなわち朝廷の、漢語は渤海側とも話し合える言語と認めていたこと、漢語は渤海人と通じる言語と認めていたことが分かる[71][72]。
2. 日本に渤海使がくると、日本では渤海通事が指名され通訳したが、通訳に指名された伊勢興房は862年7月に高岳親王に従い入唐した経歴があり、伊勢興房は高岳親王とともに長安に赴いたが864年10月9日に、高岳親王の命により一人淮南に却廻し、往路のところどころに預けた寄附功徳の雑物を受け取り広州に向かったが、高岳親王を待たずに865年6月に福州から唐商人李延孝の船に乗り、宗叡とともに帰国した。伊勢興房は在唐4年におよび、しかも一人で長安から広州に向かっていることを考慮するならば、伊勢興房は漢語に通暁していたと考えられ、通訳に任命されたのもその能力を買われたからとみられる[73]。
3. 渤海通事に指名された大和有卿の経歴は詳らかではないが、実質的に最後の遣唐使となった承和の遣唐使の漢語訳語に任じられた人物に大和真人耳主がおり、この大和有卿と大和真人耳主は同一人物とみられ、大和真人耳主は839年8月25日に唐から帰国したが、漢語に通暁している人物とみられること[74]。
4. 渤海通訳を養成した秦朝元は『懐風藻』所載の弁正の略伝によると大宝年中に遣唐使に従い入唐した留学僧弁正の子であり、唐で生まれて718年に帰国し、733年には再度入唐判官として渡唐し、玄宗にも謁見したこともあり、秦朝元が唐で出生した事実から漢語に堪能であったことは疑いない。同じく渤海通訳を養成した陽侯真身は『和名類聚抄』『令集解』に引かれている『楊氏漢語抄』が陽侯真身によるものであることから漢語に通暁した人物であると考えられ、このように渤海通訳の師は漢語に通暁した人物であること[75]。
5. 唐の三省に擬して宣詔・中台・政堂の三省が置かれ、政堂省の下に六部が置かれたように渤海は唐の律令制を導入し、律令制国家をめざしたが、それは7世紀末から8世紀初期の国家生成期に靺鞨諸部内の部落と呼ばれる大小の地域に割拠する在地首長である首領を通して百姓=住民を支配し、その支配は靺鞨社会を解体させることなく、適応しやすい形で唐の律令制をはめ込んで再編し、独自の中央集権体制を形成しようとするものであったことから、律令制国家を指向した渤海の支配者層が国家統一の手段として漢語を導入したと考えられること[76]。
6. 春日宅成は、20年近くの間に連続して4回通訳に任命されており、これは記録に残っている限りにおいてなので、実際にはもっと多かったのかもしれないが、春日宅成の経歴からは中国との結びつきが知られる。春日宅成は838年5月7日出航の遣唐使船で入唐し、その後春太郎という中国名を名乗り一行と別行動をとった人物である。春日宅成が帰国の途についたのは847年6月9日であるから約9年間唐に在住したことになる。29回目の来日渤海使は、前回との期間が短すぎるという理由で入京が許されず、日本に対する国書も贈物（珍翫椚謂酒盃など）も朝廷は受け取らなかったが、通訳者だった春日宅成は、贈物について「かつて自分は大唐で数々の珍宝を見てきたが、これほどまでに奇怪なものは見たことがない」と述べており[注釈 6]、このような発言ができるのは、春日宅成が並々ならぬ中国通であり、長期にわたる唐滞在により可能だったためである。春日宅成が優れた漢語話者であり、それゆえ通訳に任命されたことは、渤海使との交渉では漢語が使用されていた蓋然性を示唆している[77]。
7. 『扶桑略記』九二〇年（延喜二〇）三月七日「明経学生刑部高名参内。令問漢語者事。高名奏云々。行事所召得､漢語者大蔵三常。即召之於蔵人所。令高名申云。其語能否。奏会。三常唐語尤可広博云々。勅従公卿定申。以三常令為通事。[注釈 7]」とある。これは、対渤海通訳の選定について明経学生である高名を呼び、「漢語」熟達者のことを聞きただし、だれにするかを決めた、ということを述べるものである[78]。明経学生とは、大学寮本科である儒学科の学生のことであり、大学寮は中国文化摂取による中央官僚養成のための教育機関として設置されており、そこで学ばれる外国語は当然漢語である。特に入学当初は専門教官である音博士二人による中国語音たる漢音の授業が、一般基徒教養科目として学生に義務づけられており、漢音教育は中国文化摂取上不可欠のものであるだけに、7世紀末の大学寮設置以来一貫重視された。大学寮における漢語の位置づけや、大学寮の学生たる高名に「漢語」に通じた者は誰かと問うたことや、その高名の言によって大蔵三常が「漢語」＝「唐語」通訳に任命された[78]。そして、「何故、渤海使に応対する通訳として漢語に通暁していた人物を任命したのか」という疑問が生じるが、これに対しては、春日宅成や張建忠の検討を踏まえると、大蔵三常が渤海語に（も）通暁していた可能性などに思いを馳せるべきでなく、漢語が日本渤海間の使用言語だったからと答えるべきであり、そもそも、大蔵三常の場合、大学寮の学生を介しての紹介、「漢語」力を問題にしている点など、当初からすべて話題となっているのは漢語力である[78]。

一方、相手は渤海なのだから春日宅成は渤海語を話したのでないか、という疑問も生じるが、春日宅成の渤海語能力について述べる史書は一つとしてなく、当時の通訳を取り巻く状況を鑑みると、その可能性は極端に低い。8世紀から9世紀、唐文化は東アジア諸国に万遍なく浸透しており、日本・渤海・新羅は中国文化摂取に努めており、さらに、日本外交において渤海は中国はもとより新羅よりも軽い存在であり、そのような国際状勢において、中国周辺諸国における最重要外国語は中国語以外にはなく、日本の場合、政治・外交・文化的に渤海語は中国語はおろか新羅語に比しても低い価値しかなかった。例えば、国家最高の教育機関である大学寮で組織的かつ積極的に行われていたのは中国語音の学習であり、渤海語学習に関して唯一述べる史書も、当時日本では本格的な渤海語学習が行われておらず、渤海語通訳もいなかったことを思わしめるものであり、さらに、春日宅成が渤海語能力ゆえに通訳に任命されたのなら、それを明示或いは暗示する語句が若干なりとも残されているはずであり、渤海語の必要度及び史書から「春日宅成は渤海語を身につけていたから通訳に任じられた」とは到底言えないことだけは確かである。
873年3月に薩摩に漂着した渤海人崔宗佐・大陳潤ら一行の取り調べに当たり、大宰府には渤海語のできる通訳者がいないため、次善策として「大唐通事張建忠」を派遣した、という解釈も考えうる。日本朝廷は773年来朝の第8回渤海使以降、776年来朝の第9回渤海使、779年来朝の第11回渤海使に対して、大宰府に来着するよう要求している。大宰府に来着することを指示しているからには、大宰府に渤海使に対応できる通訳が用意されていたはずであり、渤海人と口語で意思疎通できる人物がいたはずであるが、渤海人と口語で意思疎通できる言語が渤海語であるならば、渤海語通訳者を派遣しなかったのか、という疑問が生じる。この場合、「大唐通事」は渤海語能力も具えていたという解釈も一応は成り立つが、もし張建忠が渤海語能力において派遣されたのであれば、何故張建忠を「渤海（語）通事」と呼ばなかったのか、中国語能力を示す「大唐」は文面に示されているにもかかわらず、渤海語に関する語句が皆無であるという解きがたい疑問が残される。従って、張建忠は渤海語通訳者としてではなく、あくまでも「大唐通事」として派遣されたと解釈するのが妥当であり、「大唐通事」派遣は間接的ながらも大宰府に渤海語通訳者がいなかったことを反映している。
810年5月、帰国を目前にした渤海使の一員である首領の高多仏が使節から一人離脱して、越前国にとどまり、亡命した。その後、高多仏は越中国に移されて、史生の羽栗馬長と習語生らに渤海語を教習した。日本朝廷が渤海語を学習させた意図は、渤海語を母語とする者を師としての通訳養成とみられるが、渤海語通訳養成のためにわざわざ羽栗馬長などを越中国まで派遣し、高多仏から渤海語を学ばせたのかという疑問が生じる。
1. 当時、渤海使の来日は14回に達し、日本からの遣渤海使も14回に達する日本と渤海の密接な交流、当時の日本が渤海使の来日を制限しようとしたが渤海との交流継続の意思は十分あること、日本と渤海の海上交通は比較的安全であることを鑑みると、渤海語が日本渤海間の外交用言語である場合、すでに日本側にはしかるべき渤海語通訳者がいたはずであり、その渤海語通訳者を師として渤海語を学ぶことができたのでないか[81]。
2. 度々の渤海使の来航或いは送・遣渤海使の派遣からして、日本には渤海人から渤海語を学習する機会があるのではないか。第15回渤海使は10月1日来日、次年の5月18日離日、約8か月近く日本に滞在している[81]。
3. 日本朝廷が渤海語通訳者の養成を意図していた場合、渤海へ留学生の派遣もできたはずである。例えば、当時、日本語を学ぶ留学生「新羅学語」が新羅から派遣されていた。従って、その意志さえあれば日本は渤海に渤海語学習者を派遣できたはずである[81]。

渤海から個人的に「慕化来（入）朝」してきた場合をも含め、1・2・3の手段による渤海語習得を示唆する史料は一つとしてないが、たまたま記録がなかっただけであると解釈するのも可能であり、1の場合、渤海使の滞在期間は必ずしも長くないため、機会がなかったという解釈も可能であるが、羽栗馬長などを越中国まで派遣して渤海語を学習させた理由は釈然とせず、種々の疑問は「渤海語は日本渤海間の外交使用語であった」という前提に発しており、この隘路を解くには「外交用言語として渤海語は中国語とどのような関係にあるのか」ということにつきる。日本における外国語学習上の必要性或いは日本における外国語教授のあり方或いは日本語と渤海語が外交交渉において使用されていたことを示す史料が存在しないことから、中国語が渤海語よりはるかに上位に位置していたことは確実であるが、日本人官僚の渤海語学習がおこなわれたことや、長期にわたる日本と渤海の外交接触において、必然的に日本と渤海双方に日本語・渤海語に通じた者がでてきたことは疑いなく、正式の外交用言語でなくとも、日本と渤海の外交交渉や交流の場では渤海語が使用されている蓋然性も否定できない。従って、「正式な日本渤海間の外交用言語としては第一に中国語が用いられた。ただし、時に応じて例外的に渤海語が用いられることもあった」=「中国語主、渤海語副」という原則が導かれる。
建国当初より、陸続きの隣国である唐の影響を直接的・全面的に受けた渤海は、日本以上に中国語は身近であり、重要な言語であったとみられる。日本渤海間の外交交渉において、日本側だけが中国語を外交用言語に使用したとは考えにくいことから、「渤海国側も中国語を用いた、渤海通訳も中国語を用いた」、即ち「日本渤海間の外交用音声言語は中国語であった」と考えざるをえない。日本渤海間の外交交渉において、中国語が使用されていることは、8世紀から9世紀における日本と渤海の交流の言語面において中国語が圧倒的優勢であることを反映するものであり、当時の東アジア情勢は中国を中心に動いていたことから当然の帰結であり、現代の国際社会において、英語圏以外の言語を異にする小国間では、しばしばば第三国の言語である英語が使用されるが、8世紀から9世紀における中国語と日本語・渤海語との関係は、現代の英語と英語以外の使用者の少ない系統のあい異なる二つの言語関係に例えることができる。
日本渤海間の外交交渉において、音声言語は第一に中国語、時として日本語・渤海語を使用したということと、書記言語は漢文即ち中国語であることは矛盾せず、言語において音声言語と書記言語は表裏の関係にあるため当然であり、日本と渤海間における使用言語は中国語であるという結論に達し、書記言語が完全に漢文即ち中国語の領域に属していた8世紀から9世紀の日本・渤海・新羅の東アジア諸国における共通音声言語は中国語であると判断できる。音声言語と書記言語は表裏の関係にあり、当時の日本や新羅のように、音声言語は自国語、正式の書記言語は原則として中国語（漢文）ということは有りうるが、あくまでも自国内に限り、中国文化圏の書記言語を同じくする国家相互間の交流において、書記言語は中国語、音声言語は各国語使用ということは一般的に考え難く、日本と渤海間の使用言語が中国語であることを鑑みると、新羅は渤海と同様に唐に近接する唐の冊封国であることから、新羅と渤海間或いは新羅と日本間でも中国語が使用されていた可能性も有りうる。『続日本紀』によると、新羅語も渤海語と同様にその学習は地方で臨時一時的におこなわれていたようにみられ、新羅語が外交用言語として広くは使用されていないことを示している。これは、中央政府において新羅語は組織的・恒常的に学ばれたこともなければ、その通訳の常置もなかったこと、即ち、日本と新羅間の外交用言語も中国語であることを示唆しており、このことは8世紀から9世紀における東アジアのリングワ・フランカが中国語であることを意味し、日本と渤海間の交流における第二言語が日本語・渤海語であると推察されることを鑑みると、東アジアにおける中国以外の国家間、即ち日本・渤海・新羅間においては、日本語・渤海語・新羅語なども時と場合において外交交渉において使用されていたと推察される。
日本朝廷は、第21回渤海使、第25回渤海使、第28回渤海使、第29回渤海使などに対して宣命を与えており、これは漢字で書かれているとはいえ、日本語文が外交文書に用いられたことを示している。また、それは日本語音で読み上げられたはずであり、音声言語で外交用言語として日本語が実現されたことを示唆しているが、その程度の使用を、さらに、渤海使が内容を理解できたかどうかも定かではない宣命を、正式な外交用言語と呼ぶのはやや無理とみられる。なお、宣命に対応する漢字表記の渤海語文の存在の報告はない。

### 文字
渤海は広大な支配領域に割拠する多くの民族を統一していく手段として漢語の導入をはかったとみられるが、表記文字としては当時の東アジアで一般的であった漢字を利用しており、1949年に吉林省敦化県六頂山から発見された大欽茂の次女である貞恵公主の墓誌や1980年に延辺朝鮮族自治州和竜県竜頭山から発見された貞恵公主の妹の貞考公主の墓誌などは優れた駢儷体の漢文で書かれ、来日した渤海使がもたらした王啓や中台省牒なども漢文で書かれており、王文矩や裴頲をはじめとした渤海使の多くが優れた漢詩を残していることから渤海人が漢字を熟知していたことは確実であり、渤海の皇后、公主の墓誌は現在のところ4つ発見されているが全て漢文で書かれており、墓誌は墓碑と異なり、墓のなかに納めることから、文章を見るのは埋葬に立ち会う人々だけであり、それが読者として想定され、皇后・公主の埋葬にたちあう支配層が共通に読めるのが漢字・漢文であった。
上京遺跡から出土した文字瓦には、漢字を簡略化した渤海の文字が記録されているが、独自の文字の存在は確認されておらず、同時期にユーラシアで使用されていた突厥文字、ウイグル文字、ソクド文字などが渤海で使用された形跡もなく、金毓黻は、上京遺跡の瓦に刻された文字を「その（字）体は、とくに異なっていて、海とかかわりがあると思う」として、「これは、日本の漢字の中に『辻』があり、化学の中に『鉀鉀（カリウム）』、『﨨（亜鉛）』などの字があるように、おそらく固有の漢字では用が足りない場合に、別に新しい字を作って、その不便を救ったのである」とし、渤海人自ら「漢字を補充」したとして、「もしこの少数の奇異な字があることによって、ついに渤海人が、別に新しい字を作り、漢字を棄てて用いなかったといえば、それはかえって人を誤解させることになる。契丹と女真は、ともに別に字を作った。しかし、後世にまで長く伝えることができず、したがって間もなくその字を使用しなくなってしまった。渤海は建国した後、唐の文教に染まって、漢字をよく用いたので、別に新しい文字を作る機会が少なかった。そこで契丹と女真を例とすることはできない」と指摘している。
エ・ヴェ・シャフクノフは、上京遺址の瓦にある文字を新羅の吏読の方法を採用して創作した独自文字であり、「（この文字は）中国人の漢字に比べて渤海人の言語規範と言語特質にいっそう適応し」、「広い渤海の都邑の民衆が各種貿易の契約や保証を結ぶ際、あるいは公文書にこれらの文字が採用された」が、「漢語と漢字とは主に宮廷内と官吏の狭い範囲でのみ使用された」と主張しているが、朱国忱（黒竜江省文物考古研究所）と魏国忠（黒竜江省社会科学院歴史研究所渤海研究室）は「残念ながら、エ・ヴェ・シャフクノフ氏の説は主観に基づく憶測を免れず、しかも何らかの証拠による自説の証明もできていない」と批判している。
各国の研究者は、この上京遺址の瓦に刻された文字について研究を進めているが結論は一致しておらず、現存史料では、国内外の各地で発見され、記録された渤海の文字瓦の文字は、1文字ずつ刻まれ、300字ほどになり、それらの少数の文字と符合を除くと、大多数の文字はみな正式な漢字であり、これらの漢字の大部分は今日使用されている漢字と同一である。しかし奇異で見分けにくい文字がわずかにあり、最新の研究では、この少数の奇異で判読しがたい文字のうち、相当数が俗字と古字と略字であり、俗字では、「&#x#051;」が「興」とあるが、すでに321年の東晋の墳墓の磚には「&#x#051;」とあらわれているように実際は渤海人の発明した文字ではない。古字では「佛」を「仏」とするが、『正字通』には「古文の佛字、宋の張子賢の言く、京口の甘露寺の鉄鑊に文有り。梁の天監に仏殿を造る」とあるようにこれも渤海人の創造ではなく、略字では「環」や「瓌」を「&#x#003;」と書き、また「鳥」を「」と書くなどの事例や字形が似ているために誤って書かれた文字もあり、「舍」を「舎」と誤った例、「計」を「」と誤った例、「男」を「」や「」と誤った例などがある。
渤海人が自らの言語の特殊音や必要性からいくつかの新漢字を作成し、本来の漢字を補充して渤海の言語表現に応えた可能性はあり、その事情は日本人が漢字を使用する過程で作成した特殊な漢字の場合とよく似ており、渤海の末期に日本を訪れた二人の使者は、各々「𪱶（⿴井木）」と「𬑽（⿴井石）」という名前であり、当時の日本はこの文字を理解できず、紀長谷雄は「未だ文字を知らずと雖も、呼びて云う。𪱶は、木ノヅブリ丸（まろ）。𬑽は、石ノザブリ丸（まろ）」と読み、「異国（渤海）の作字なり。当時の会釈を以て之を読む。神妙と謂うべき者なり。異国の人（渤海の使者）聞きて之に感」じたと述べており、まさに渤海人が新たに創造した文字であるが、これらの文字は漢字の系列下あるいはその範囲にある文字であり、これらの文字は他の漢字から離れて単独で使われることがなく、それらの文字を独立の文字とみなすべきでなく、渤海人が創造した本来の漢字を補充する漢字である。
ロシアのウスリースクで出土した突厥文字の石刻から、渤海には独自の文字があったとする主張もあるが、朱国忱と魏国忠は「これは真に『蟻を見て象と言う（針小棒大）』ような意見である。実は、その石刻は渤海に来て交易した回鶻人が遺したものである。渤海と回鶻の関係には限界があった。双方はともに領域を接することなく、また隷属・主従の関係もないのに、どうして渤海人が、このようなよく知らない、またいつも見ることのない文字を受容し使用できるのであろうか」と批判している。

### 姓氏
渤海の姓氏は、王家の大氏を含めて57姓であり、渤海の姓氏の構造は、まず渤海王族の大氏、その次は中原から流れた漢人の豪族右姓、さらに靺鞨と一部の高句麗貴族の右姓、最後に漢化した靺鞨平民と高句麗平民と中原から流れた漢族平民の庶姓からなり、渤海の姓氏は靺鞨、高句麗、漢族の姓氏からなる。渤海人の姓名には、形容美、叡智への祈願、徳性美への追求、福禄寿への憧憬、儒学・仏教への尊崇がみられ、中国の影響を受けている。
渤海王国の完成は官制ととどまらず、王都に居住する人々の姓名をも唐風化させ、その変化は王族から臣下の上層部、そして下部から地方社会へと浸透した。姓ばかりでなく、名が靺鞨の固有語音からそれを漢字の好字を採用して、漢訳するか意訳した三文字の姓名に改まった。大祚栄の父の名は乞乞仲象とその音を漢字表記されたが、則天武后から震国公に封ぜられると「大」の姓を名乗ることになり、子の大祚栄はみごとに唐様の姓名である。しかし、まだ名のみは靺鞨の固有語音を守る傾向は消えておらず、大武芸の嫡男は大都利行といい、都利行とは靺鞨の固有語音であり、大武芸の大臣の味勃計（722年）、大武芸の弟の大昌勃価（725年）などは、まだ固有音の漢字表記の傾向がみられる。この傾向は王族を筆頭とする社会の上層ばかりでなく首領層にもみられ、大首領の烏借芝蒙（725年）や使者の烏那達利（730年）は、烏という靺鞨にみられる一文字姓であるが、名の借芝蒙や那達利のように未音の蒙や利をもつ人物が靺鞨諸族の遣唐使にしばしばみられたように、名にはいまだ固有性を残していた。しかし、741年に渤海の遣唐使の失阿利が黒水靺鞨の阿布利とともに入唐して以後は固有色のある人名は遣唐使のなかにみられず、渤海人特有の姓名は消え、唐様の姓名へと統一される。
『松漠紀聞』にみえる金初の渤海人社会に関する記事に、旧王族である大氏の他に有力氏族として高氏、張氏、楊氏、竇氏、烏氏、李氏の六氏が挙げられている。一方、渤海が存在した同時代の諸史料に登場する有力氏族の姓氏は、最も多いのが大氏、次いで高氏、李氏、王氏、烏氏、楊氏、賀氏と続くが、『松漠紀聞』にみえる張氏と竇氏が渤海時代にはほとんどみえず、渤海時代に多い王氏は『松漠紀聞』に登場しない。張氏は、『金史』張浩伝に本姓は高であり、張浩の曾祖・張霸の時に遼に仕えて張氏に改めたことが記されており、金代に活躍した張氏はもとは高氏を称しており、渤海時代に張氏が登場しないのも不思議ではない。竇氏について、金毓黻は『渤海国志長編』において、渤海時代に比較的多くみえる賀氏の誤りである可能性を指摘している。王氏は、王庭筠をはじめ、金代にも有力氏族として存在するが、王庭筠の墓誌にその祖が太原王氏出身であると記されているように、金代においては渤海人というより漢人として意識されていたために、『松漠紀聞』は、王氏を渤海の有力氏族のなかに数えなかった可能性がある。有力氏族が中国風姓名をもって史料にはじめて登場するのは高氏および李氏が大武芸時代、王氏・烏氏・楊氏が大欽茂時代であるが、大欽茂時代に渤海の支配領域がほぼ定まり、中国文化および中国の制度を導入して国家体制を整備し、かかる状況下で支配者層は中国風の教養を身に着けるとともに中国風姓名を称するようになる。同時期に有力氏族以外で中国風姓名をもつ者は少数であることから、有力氏族のもつ中国風姓名は権威の象徴、あるいは唐の貴族制では、姓によるランク付けがおこなわれており、渤海においてもそれが意識されていた可能性がある。

### 首領
史料の乏しい渤海史研究にとって、国家構造・社会構造の解明は至難であるが、注目されるのは、『類聚国史』巻一九三・殊俗部・渤海上・延歴十五年四月戊子条の記事である。
『類聚国史』殊俗部・渤海上に『日本後紀』編者が渤海初期の粟末社会を首領中心に描く記事があり、『続日本紀』の引く渤海使に託した渤海への外交文書に、相手を渤海国王に次いで「官吏・百姓」または「首領・百姓」とする表現などにより、「首領」と呼ばれる存在とその配下の大多数の「百姓」を基礎とした渤海社会の成り立ちが分かる。石井正敏は、『類聚国史』巻一九三・殊俗部・渤海上・延歴十五年四月戊子条記事が『日本後紀』の逸文であること、その編者による渤海新出の条における沿革記事であることを明らかにしたが、この記事は、渤海建国年を決定する情報が含まれているだけでなく、渤海の地方社会構造が記され、渤海史研究にとって最重要史料の一つである。しかし、その読解は難しく、とりわけ「其下百姓皆曰首領。」の一節が難解なため、多くの研究者が読解に挑戦、様々な首領論を展開している。「大村曰都督、（大村は都督と曰い、）、」以下の解釈は意見が分かれており、一つは李龍範（朝鮮語: 이용범、東国大学）および金鍾圓（朝鮮語: 김종원、英語: Kim Chong-won、釜山大学）の解釈であり、大村（長官都督） - 次村（長官刺史） - 其下（長官首領）の三級から成る地方行政組織を説明したものとするが、最後の部分の解釈は、李龍範は、其の下の百姓の長を首領と呼んだと解し、金鍾圓は、其の下の長を百姓が首領と呼んだと解す。もう一つは朴時亨および鈴木靖民の解釈であり、大村 - 次村の二級であり、「其下百姓曰首領。」は、それらの治下にある百姓が都督、刺史を総称して首領と呼んだと解するが、鈴木靖民は、この記事以外の渤海使関係史料から都督、刺史の下位の地方長官として首領が存在することを論じており、この点は李龍範および金鍾圓と意見を同じくする。
渤海史研究者は、唐代史料の周辺諸国および周辺諸民族関係記事に頻出する「首領」の用例から、「中国から四夷の首長層を指す語」「いわゆる王にあたる一国・一種族の首長か、それにつぐ有数の首長層ないし政治的支配層を指す中国王朝側の用語であり、かれらは中国からよりその支配領域を府や州として認められ、そのまま都督・刺史に任命される存在」「中国の正史の四夷伝や『冊府元亀』外臣部にはしばしば首領なる呼称が見られるが、これは異民族の長に対して中国側が附した一般的な名称であり、これは渤海あるいは靺鞨に限らない」という理解をしてきた。
727年、最初の渤海使が上陸地で大使などを失い、平城京に入った時の代表は「首領」であり、841年の渤海使の構成を宮内庁書陵部蔵壬生家文書の中台省牒（渤海の三省の1つである中台省の牒）写しにみると、105人中「首領」（大首領）が65人と半数を超え、716年以後の唐への「朝貢使」にも「首領」（大首領）がしばしば加わっている:4。「首領」とは渤海の固有語ではなく国際語としての漢語であり、渤海各地の多様な集団の支配者を指すが、地域集団の多数の住民を組織し、生産物を管理・分配して統制し、渤海国に服属して以後も生産・経済活動の維持を主とする伝統的な支配秩序をそのまま承認され、外交・交易にも関わったとみられる:4。824年、藤原緒嗣が渤海使の本質を「実にこれ商旅」と非難して以後は、派遣を12年に1回と制限したが、その後も一行の過半数を首領が占めており、首領たちは自らの支配地で獲得した毛皮などの特産物を交易品として携え、上陸地の北陸など日本海側、平城京あるいは平安京の客館などで公私の交易をおこなっており、日本から渤海へ贈られた「回賜品」の大半は首領に与えられることが規定されていたた（『延喜式』大蔵省）:4。渤海から唐への遣唐使は、王族、首領、臣・官吏に分けられ、うち首領（大首領）は8世紀前半までで、以後姿を消すが、この変化は渤海の靺鞨諸部族支配の拡大過程と対応関係にあり、首領たちは地方官制の整備にともない、府、州、県レベルの官吏への身分上昇を遂げた。渤海は朝貢の最初期から唐に「就市＝公的交易」を要請し、毎年、市での名馬の交易、鷹鷂の歳貢、王子らによる熟銅の交易などの交易本位の外交を続けたが、その主要な担い手が首領層である:5。渤海政権は首領層の盛んな生産・流通機能を対外的交易活動に包摂、利用し、首領を頂点とする社会秩序・社会経済的組織をもとに、中華式の支配機構や律令制を組み合わせて国家の骨格をつくり、渤海は首領層が荷った交易活動を外交との絡みで活用した国家という一面を特質として指摘できる:7。
浜田耕策は、首領とは「種族の頭」の意味に解釈され、種族の構成員間には、擬制的血縁関係を紐帯として結合されていたと推測し、首領にはそれぞれの種族に固有の語音の名称があり、これが中国の統治者や記録者からみれば、「首領」と漢訳される。「首領」の種族語音を音写して種族固有の音を残した表記では、靺鞨諸族の後身に当たる契丹の語音では、「舎利」がこれに相当し、契丹の歴史を叙述した『遼史』巻一一六の「国語解」の「舎利」とは「契丹の豪民の頭巾を要裹する者、牛駝十頭、馬百疋を納むれば乃ち官を給す、名づけて舎利という」とある「舎利」であり、『五代会要』巻三十・渤海には渤海の建国の祖たる乞乞仲象を「大舎利乞乞仲象」と記録し、舎利とは首領を意味する靺鞨語の音写表記であり、『冊府元亀』巻九七五には、741年2月に越喜靺鞨の「部落の烏舎利」が唐に賀正使として派遣されたと記録され、『冊府元亀』九七一にも「其部落与舎利」と記録されており、『新唐書』巻四三下の地理志には、安東都護府に統括された九都督府の一つに舎利州都督府があり、『契丹国志』巻二にも「舎利萴刺」や「萴骨舎利」などと、人名の接尾や接頭にあらわれており、舎利は靺鞨に広くみられる種族語の音写であることが頷ける、と指摘している。これに対して河内春人は、舎利を渤海の在地首長である首領と同音異字であるとする見解があるが、唐は、首領という語句を新羅および国内の地域集団指導者に対しても用いており、「舎利」を中国人が「首領」と書きとったとするのは難しい、と指摘しており、『遼史』国語解には、「契丹豪民耍裹頭巾者、納牛駝十頭、馬百疋、乃給官名曰舎利。」とあり、契丹に属して家畜を一定数納める者に舎利を授けられたことがわかり、『資治通鑑』長興三年三月条には、「有契丹舎利萴剌與惕隱、皆為趙德鈞所擒。舎利・惕隱、皆契丹管軍頭目之称」とあり、舎利は契丹における軍事指導者であることがわかり、契丹や靺鞨において首長を指す言葉は、唐初までテュルク語で勇者をあらわすバガトルからくる「莫賀弗」「莫弗」「瞞咄」であり、「莫賀弗」が軍事指導者の意味を有し、舎利も軍事指導者であるならば、同一階層である蓋然性が高く、「莫賀弗」と「舎利」が同一階層であることを示す史料は存在しないが、唐初まで「莫賀弗」と称された首長は、その後、政治的整備から「舎利」という官を有するようになったと考えたい、と述べている。
渤海の生業は、高句麗および南部靺鞨は農耕、北部靺鞨諸部族は狩猟が中核であり、北部靺鞨諸部族地域は、『類聚国史』沿革記事にみえる、中央から派遣される支配層「土人」と一般民衆である靺鞨とがわけられ、間接支配がおこなわれていた。こういう形態の場合、「土人」と靺鞨が同族意識をもって融合するのは難しく、渤海建国以来の支配層である高句麗人および南部靺鞨が融合することは有りえても、被支配層である北部靺鞨と高句麗人および南部靺鞨は融合せず、北部靺鞨から反発があった場合、渤海は分裂しかねないが、そのような事態は渤海末期まで発生しておらず、それは、渤海支配層が被支配層である北部靺鞨諸部族の支持を得ていたからであり、「首領制」という渤海独自の在地支配方式に要因がある。「首領制」という用語をはじめて使用したのは鈴木靖民である。鈴木靖民は、首領は靺鞨諸部族の「部落」と呼ばれる地域に割拠する在地首長であり、伝統的な旧来の在地支配権をそのまま承認され、部落成員たる「百姓」を統属、かつ地方官人をはじめとする官僚や外交使節随員にもなった、と理解した。換言すれば、渤海王権は、靺鞨諸部族を支配するにあたり、その在地社会を解体することなく、在地首長を「首領」と名づけて支配権を認め、「首領」を官僚や外交使節随員という形で渤海国家のなかに包摂、国家的に再編成することにより、はじめて人民支配を貫徹することができたのであり、渤海は首領層を媒介にして靺鞨の人々を間接支配し、首領層も利益維持のために呼応した、と考えた。鈴木靖民は、こうした渤海国の国家および社会を特徴づける首領の特有のあり方を媒介とした、間接支配体制を「首領制」と呼ぶことを提唱した。河上洋は、高句麗の城支配体制のあり方と『類聚国史』沿革記事にみえる渤海社会のあり方との類似性を指摘し、渤海の地方支配体制は高句麗と継承関係にあると考え、高句麗の在地首長の官「可邏達」が渤海の「首領」に相当すると推定し、渤海は在地勢力を解体することなく、在地勢力に依拠して支配を及ぼしたと主張した。大隅晃弘は、鈴木靖民と河上洋の渤海の在地支配体制理解を支持し、渤海の靺鞨支配の進展と「首領制」の成立を関連づけ、唐あるいは日本との交易によって得られる首領の利益の大きさを指摘し、渤海が交易を独占したうえで首領をその利に与らせたことが渤海王権の支配貫徹の主要因であったとの見解を示した。石井正敏は、承和九年来日渤海使がもたらした咸和十一年閏九月二十五日付太政官宛中台省牒（渤海の三省の1つである中台省の牒）には、渤海使一行105人の内訳を明記してあり、「使頭（大使）一人、嗣使（副使）一人、判官二人、録事三人、訳語二人、史生二人、天文生一人、大首領六五人、梢工二八人」とあることから、大首領は、小首領といったものとの対称ではなく、首領の美称であろう、と指摘しており、その65人という数値が渤海の州数と一致することから、鈴木靖民は「（首領）支配下の土地からの産物が（日本への）朝貢物となって徴集されたのではなかろうか」「首領が一州につき一人といった割合で選抜され」たのではなかろうかと論じている。李成市は、「首領とは、渤海領域内の靺鞨諸部族の中でも在地社会に支配者として君臨する者たちで、渤海王権は彼らを包摂し、これを国家的に再編することによって集権的な支配を可能にしていたと推定されている」と指摘しており、首領が日本への遣使に参加していた背景には、元来、靺鞨諸部族はそれぞれ単独で唐あるいは新羅などの周辺諸地域と交易をおこなっていたが、8世紀半ば以降、靺鞨諸部族は渤海王権に包摂され、対外活動を停止したが、渤海王権に包摂された靺鞨諸部族の活動は渤海の対外戦略に拘束されざるを得なくなり、さらに、渤海は8世紀以降、一貫して新羅とは敵対戦略をとり、新羅との通交を途絶したことにより、狩猟・漁撈を生業とし、遠隔交易に従事していた靺鞨諸部族の行動を著しく狭め、地域的に新羅と隣接する南部の靺鞨諸部族にとって、新羅との交易は歴史を有する活動であり、これを補うかのように渤海は、靺鞨諸部族を積極的に唐あるいは日本への遣使に参加させることにより、靺鞨諸部族の従前の権益を保証した、と主張している。金鍾圓（朝鮮語: 김종원、英語: Kim Chong-won、釜山大学）は、『類聚国史』の記録を在唐学問僧永忠の見聞録の一部とし、高句麗遺民が比較的多い地域では州県制が施行されていたであろうが、靺鞨族が集団で居住する地域では部族制（部族自治制）が施行されていた、とみた。金東宇（朝鮮語: 김동우、国立春川博物館）は、渤海の首領を地方官、官僚、そして遣日使の下級随行員の三者に区分し、宣王大仁秀以後、下級随行員のように首領の地位が下落した理由は、中央の首領は政治制度が次第に整備されるにつれ、首領の称号に代わり別の官職名や官爵名で呼ばれ、地方の首領は、その独立的地位に以前よりも制約が加わったからだとした。宋基豪（朝鮮語: 송기호、英語: Song Ki-ho、ソウル大学）は、渤海の首領は中央政府から官職や官品を受けない勢力で、独自性を強く維持していた在地支配者であって、官職体制外にあったとみた。朴真淑（朝鮮語: 박진숙、忠南大学）は、首領は現地人である都督と刺史のもとに置かれた存在であって、地方民を統治する一定の権利を付与された地方の末端官吏とし、都督・刺史および県丞と同じく、首領もまた中央より任命されたであろうとみた。朴時亨は、百姓は「一般にいう庶民」であり、首領は「特別な現任官職のない、いわば後世における朝鮮の『両班』にあたる」と主張している。張博泉と程妮娜は、百姓のなかにあって、土人と靺鞨人の地位には差があり、「首領」とは、氏族長あるいは部落長を指し、都督および刺史とは、「首領」の上位の地方長官のことであり、一般に都督および刺史らは品階身分の貴族であった、と指摘している。
李成市は、渤海を独自のエスニック・アイデンティティ（民族意識）をもつ高句麗人と靺鞨からなる多民族国家とする見解を示したうえで、渤海は、従来より独自の対外交易をおこなっていた靺鞨諸部族を包摂するにあたり、独自外交を遮断する代わりに、在地首長である首領を渤海の対唐および対日使節団に恒常的に参加させることにより、対外交易の便宜および安全を供与して靺鞨諸部族を懐柔し、靺鞨に対する対外通交の管理こそが渤海の国家支配の要諦であるとし、対外通交は単に経済的行為であるばかりか政治支配の根幹に関わり、渤海の対日遣使団である渤海使が760年代を境に経済目的化しているようにみえるのも、こうした渤海の靺鞨諸部族支配のあらわれであると主張した。李成市の「首領制」は、渤海の北部靺鞨諸部族支配の進展と渤海使の経済目的化の時期とが重なること、渤海使の使節団の過半数を首領が占めており、日本からの回賜総量の半分以上が首領にわたること、狩猟および漁撈民はその生産物を農耕民との交換の必要性があることから交易民でもあること、渤海と同様に東夷諸族の世界に建国した高句麗および新羅も多民族状況を有し、自律性のある諸民族を統合する原理として中国文明を導入したこと、日本海側の靺鞨がその前身の一つである濊以来の遠隔地交易民であること、渤海国の衰退期に新羅国境付近の靺鞨が独自に新羅との交易を求めたこと、渤海滅亡後における旧渤海領域の女真族も高麗王朝と活発に交易したことなどを根拠としており、この仮説に従うならば、渤海は交易保証ができている間は、北部靺鞨諸部族の安定支配ができたことになる。古畑徹は、「首領制を基礎とする多民族国家としての渤海という捉え方は、この地域における民族と国家のあり方の歴史的変遷のなかに位置づいていて、非常に説得力のあるものになっている。いいかえれば、渤海の首領制は、李氏によって東夷諸族の大きな歴史の流れのなかに位置づけられたことで、渤海の国家・社会を理解するうえでの最も有力な仮説に成長したと評してよかろう」と述べている。
石井正敏は、「其下百姓皆曰首領」を「其ノ下ノ百姓ヲ、ミナ首領ト曰フ」と訓じて、「百姓」を百官＝役人の意とし、都督・刺史という村長の下の役人＝靺鞨人首長を首領と総称した、という解釈を提示し、首領制を支持している。一方、李成市が強調する在地首長自体が渤海使の一員となって来日したとすることには否定的であり、渤海使の史料に登場する首領は、日本の遣唐使でいえば、知乗船事、造舶都匠、船師、水手長、船匠、柂師、挟杪、射手などに該当し、幹部クラスより下の下級役人の総称と解し、首領は在地首長層の総称だけでなく、中央政府および地方政府をとわず下級官人層の汎称ではないかという理解を提示しており、首領の国家交易団への再編を渤海の国家支配の要諦とみなす首領制論には批判的である。古畑徹は、「この石井氏の論理展開は確かに見事であるが、氏自身が述べるように、日本では『百姓』の語は一貫して普遍的被支配身分の呼称として使用され、役人の意味に解する同時代事例がないという大きな欠陥が存在する。石井氏は『類聚国史』渤海沿革関係記事の『百姓』を渤海における用例とみる可能性も指摘するが、日本の人々に対して渤海の『首領』を解説する文章に渤海独自の用語が使われ、これについて何の説明もないというのはいかにも不自然である。その意味で、この石井氏の解釈も未だ決定打とはいえない」と評している。
森田悌は、「首領」について、二度にわたって論じているが、前説と後説では見解が異なり、前説は、咸和十一年閏九月二十五日付太政官宛中台省牒（渤海の三省の1つである中台省の牒）にみえる「六十五人大首領」記事から、首領を渤海使の水手と解し、水手は一般に百姓＝庶民であることから、首領はその本義を離れ、渤海内で百姓クラスを指す用語に変質したと考え、「其下百姓皆曰首領」記事を、「ソノ下ノ百姓ヲ皆、首領ト曰フ」と訓じ、百姓＝首領と解し、換言すれば、百姓＝一般庶民説であり、首領制論とは対立する。後説は、「其下百姓皆曰首領」記事を、百姓＝首領と解する見解は維持するが、渤海に編戸制がおこなわれており、複数の自然家族から成る戸を統率する戸主は庶民階層に属することを根拠にして、首領＝戸主という新見解を提示し、戸を戸口や部曲および奴婢が属する大組織と解し、官吏と解さない点を除けば、首領＝戸主説は首領制論の社会構造に近い。また、咸和十一年閏九月二十五日付太政官宛中台省牒における首領の解釈にも若干の変更を加え、水手をはじめ船内諸役に従事する者という見解を示している。古畑徹は、前説を「『大首領』を水手と解する点などに問題が残り、渤海史研究者の大方の賛同は得られなかった」、後説を「首領＝戸主説と船内諸役に従事する者との関係が不明瞭で、論理自体にわかりにくい点が多く、依然として渤海史研究者からはほとんど賛同が得られていない」と評している。石井正敏は、「そもそも首領＝水手とすることに問題があるのではなかろうか。すなわち遣日本使の首領を水手とすると、明らかに船員を意味する梢工がすでに二八人も乗り込んでいるので、一行一〇五人のうち九三人（約九割）もが操船関係者で占められてしまうことになる。非官人層が九割を占める国家使節というものが考えられるであろうか。首領をすべて民間から徴用された水手とすることには疑問がある」と評している。
渤海は、在地社会の部落長を「首領」に任命、在地社会の部落の中心となる大規模部落に都督あるいは刺史を中央から派遣、統轄したとみられるが、河上洋は、渤海は領域支配にあたり、府および州をおいたが、これは高句麗の城支配を継承しており、行政機構であると同時に軍団組織でもあり、その基礎は靺鞨の部落あるいは高句麗の城邑であり、渤海の府および州は、中国とは異なる部落および城邑そのものであり、渤海の在地の首長層は「首領」を与えられることにより、在地社会における支配権を認められ、渤海の支配体制に組み込まれた、と主張しており、高句麗の地方統治組織と渤海の地方統治組織の類似性を指摘している。高句麗の地方統治組織は、大城 - 城 - 小城から成り、大城と城には中央から各々褥薩、処閭近支が長官として派遣されているが、『類聚国史』に記されている渤海の地方体制と比較した場合、大城（長官＝褥薩） - 城（長官＝処閭近支）の関係は、そのまま大村（長官＝都督） - 次村（長官＝刺史）の関係と相似しており、さらに、中国史料では、高句麗の褥薩は都督に、高句麗の処閭近支は刺史に比定しており、このことも褥薩、処閭近支と渤海の都督、刺史が同様の性格であったことを示している、と主張している。河上洋は、「刺史から下の対応関係ははっきりしないが、高句麗の小城におかれた可邏達が渤海の首領に、縣令に比定された婁肖がそのまま渤海の縣令に当てはめられるのではないか。ただそうすると高句麗の可邏達は長史に比定されているから、渤海においては中国風に長史とすべき官にわざわざ首領なる呼称を当てているのが問題になる。一つの解答として、これは都督、刺史が高句麗人であるのに対し、在地の首長層の多くが靺鞨人から成ることの反映と考えられる。つまり、種族の相違からそのまま長史とはせずに先に述べた中国での用例を意識して首領という呼称を附したのだろう」と主張している。また、河上洋は、唐の第一次高句麗出兵において、唐は高句麗の白巖城を降した際、城をそのまま巖州として州の刺史に白巖城主である孫伐音を任命しており、高句麗滅亡後、大城 - 城 - 小城から成る高句麗の地方統治組織はある程度は温存されていたのではないか、と推測し、高句麗人住地における大城 - 城の関係にあたる靺鞨人住地の大村 - 次村の関係について、靺鞨の各部落には各々部落長がおり、独自活動をおこなっていたが、なかには、突地稽を長とする厥稽部のような軍事行動の際に他部落を統率する有力部落が存在し、渤海はこうした有力部落に都督あるいは刺史を派遣して周辺の小部落を統轄させ、靺鞨の部落長に「首領」与え、都督および刺史の指揮下におき、高句麗の城支配体制を継承した渤海は城支配体制を靺鞨の住地に対しても及ぼしたのではないか、と指摘し、天顕元年三月に契丹の康黙記、韓延徽、蕭阿古只などが渤海の長嶺府を攻略し、それについて、『遼史』巻七三・粛阿古只伝は、鴨淥府から七千の兵が派兵され、契丹軍と交戦したことを記しており、渤海の府および州が各々独自の軍団を組織していたことが窺える、としている。
金毓黻は、「首領、為庶民之長。亦庶官之通称也。謹案、日本逸史謂渤海都督・刺史以下之百姓、皆曰首領。百姓者別於庶民。金代有猛安千夫長・謀克百夫長之制。即以軍制部勒庶民而為之長。渤海之首領制、即猛安・謀克之制之所自出也。出使鄰国大使以下之属官亦有首領。其位次在録事・品官之下。亦与金代之謀克相等。故首領者亦庶官之称也。」と述べており、「百姓ハ庶民トハ別ナリ」とし、「大村曰都督、次曰刺史。其下百姓皆曰首領。」の一節は、「都督・刺史の下の百姓をみな首領と曰う」と理解している。そして、「百姓者別於庶民」は、「庶民之長」としていることを参考にすれば、百姓は基本的に庶民の意味であるが、『類聚国史』記事の百姓はただの庶民ではなく、庶民のなかから選ばれて庶民を統轄し、地方支配機構の末端に連なる者であり、首領と呼ばれた、の意味と理解しており、『類聚国史』記事の百姓＝首領＝庶民の長となる。また、首領は遣外使節の下級の役人などにもみえることから「庶官之通称」であるとし、金代の社会組織・軍事組織猛安・謀克の祖形としている。

## 主要年表
- 668年 唐により高句麗が滅亡、平壌に安東都護府を設置。高句麗遺民は満洲の営州に強制連行される。
- 671年 唐・新羅戦争始まる
- 697年 契丹・李尽忠の乱。靺鞨の乞乞仲象、乞四比羽らが東走。唐、安東都護府を廃止。
- 698年 大祚栄、震国建国
- 705年 大門芸が唐に入侍。唐による侍御史を震国に派遣。安東都護府復活。
- 713年 唐、大祚栄に渤海郡王に冊封
- 719年 大祚栄死去。大武芸即位
- 721年 新羅による東北国境での長城建設
- 722年 黒水靺鞨が渤海領を通過して唐に遣使
- 725年 唐により黒水靺鞨に黒水府が設置される
- 726年 大武芸の弟・大門芸、唐に亡命
- 727年 渤海、高仁義らを日本に派遣。蝦夷地に漂着したため高仁義等多数が殺害され、残った者が高斉徳に率いられ入京
- 728年 日本、送渤海使を派遣
- 732年 渤海の将・張文休、水軍を率いて山東の蓬莱港を占領
- 733年 唐、大門芸に命じて渤海を攻撃させるが、大雪のため失敗
- 738年 大武芸卒、大欽茂即位
- 739年 遣唐判官・平群広成、渤海使とともに帰国
- 746年 渤海人及び鉄利人1100人出羽国に漂着
- 749年 この頃、旧国より中京顕徳府に遷都
- 755年 この頃、中京顕徳府から上京龍泉府に遷都
- 762年 唐により大欽茂を渤海国王に冊封
- 774年 大興から宝暦に改元
- 777年 日本の舞女11人を唐に献上
- 779年 渤海人通事、日本の朝廷で鉄利人と席を争う
- 785年 上京龍泉府から東京龍原府に遷都
- 790年 新羅、伯魚を渤海に派遣
- 793年 大欽茂卒。弟・大元義が即位するが廃位され、嫡孫が即位。都を東京龍原府から上京龍泉府に戻す。
- 798年 唐により大嵩璘を渤海国王に冊封
- 809年 唐により大元瑜を渤海国王に冊封
- 810年 日本からの最後の第15次遣渤海使
- 812年 新羅が崇正を派遣
- 813年 唐により大言義を渤海国王に冊封
- 818年 唐により大仁秀を渤海国王に冊封
- 821年 王文矩を日本に派遣
- 826年 新羅、渤海との国境に長城を築く
- 830年 大仁秀卒、大彝震が即位。咸和と改元。
- 833年 賀守謙を幽州盧龍節度使に派遣。唐により張建章の渤海遣使。
- 853年 張建章が幽州に戻り『渤海記』を著す
- 860年 李居正を日本に派遣
- 906年 宰相の烏炤度を唐に遣使。その子の光賛、賓貢に及第。
- 907年 唐滅亡。
- 911年 大光賛を後梁に派遣
- 918年 遼に使節を派遣
- 919年 最後の渤海使を日本に派遣
- 924年 渤海軍、契丹軍占領中の遼東に反攻
- 925年 契丹軍、渤海の扶余府に侵攻。礼部卿の大和釣ら100戸を率いて高麗に投ず
- 926年 契丹軍、上京龍泉府を攻略。渤海滅亡。契丹、渤海故地に東丹国設置。
- 928年 東丹国、遼陽に遷都
- 929年 東丹国使、来日
- 930年 日本との通交が絶える。以降、東丹国が史料から消滅。

## 王

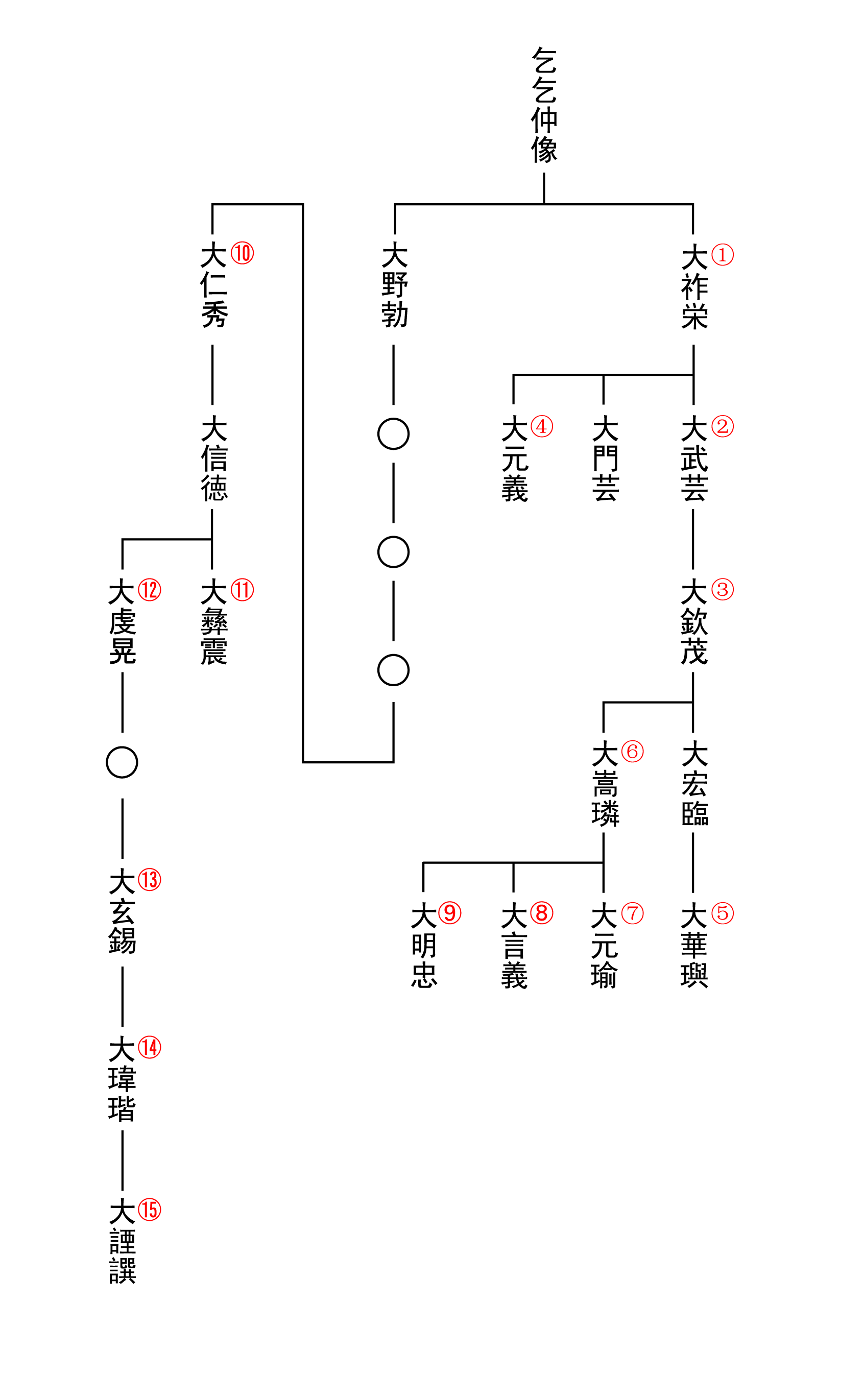
渤海王系図

## 継承国家
- 皇帝を称したもの
  - 興遼　1029年 - 1030年
  - 大渤海(大元)1116年
- 王を称したもの
  - 後渤海
    - 渤海（復興）928年 - 976年
    - 渤海（大光顕の勢力）930年 - 934年
    - 渤海（再興）989年 - 1018年

  - 定安　938年 - 1003年
  - 兀惹（烏舎城渤海）981年 - 996年以後
- その他、渤海遺民によるもの
  - 大鸞河の勢力　979年 - 984年
- 契丹によって渤海の故地に設置されたもの
  - 東丹　926年 - 930年
- 渤海国の王室である大氏の後裔を称したもの
  - 金　1115年 - 1234年

## 元号
- 仁安 : 720年-738年
- 大興 : 738年-794年
- 宝暦 : 774年-?年（大興の一時期を改元使用）
- 中興 : 794年
- 正暦 : 795年-809年
- 永徳 : 809年-813年
- 朱雀 : 813年-817年
- 太始 : 818年
- 建興 : 819年-831年
- 咸和 : 831年-857年